# Église Saint-Nicolas de Fresnoy-en-Thelle
L'église Saint-Nicolas est une église catholique paroissiale située à Fresnoy-en-Thelle, dans le département de l'Oise, en France. Ses abords austères et sans grand caractère cachent un édifice de qualité du second quart du XIIe siècle et de la première moitié du XVIe siècle, qui est resté en partie inachevé, et a été malmené par le remaniement néo-classique de la façade, en 1758, et la démolition des parties hautes du clocher, après 1842. Elles ont été reconstruites sans style réel. Cependant, le transept, dont le croisillon sud n'a apparemment jamais été construit, et le chœur rectangulaire forment un ensemble homogène de la dernière période romane. Voûtées d'ogives dès l'origine, ces trois travées constituent un intéressant témoignage de la transition successive vers le style gothique. Ainsi, les arcs-doubleaux sont déjà en arc brisé, et les piliers fasciculés, bien hiérarchisés, présentent des colonnettes à chapiteaux très fines. La nef romane n'existe plus : elle fut remplacée par la construction actuelle à la période gothique flamboyante. En cohérence avec le transept incomplet, elle n'est accompagnée que d'un unique bas-côté, au nord. Les cinq grandes arcades qui font communiquer les deux vaisseaux sont particulièrement représentatives de la création flamboyante de la région. Le voûtement d'ogives, initialement prévu comme l'indiquent les contreforts à l'extérieur, n'a finalement jamais été exécuté. Associé à la paroisse du Mesnil-en-Thelle après le concordat de 1801, Fresnoy-en-Thelle est aujourd'hui affilié à la paroisse Saint-Louis-en-Thelle avec siège à Chambly, et des messes dominicales anticipées y sont célébrées environ deux fois par an à 18 h 30.

## Localisation

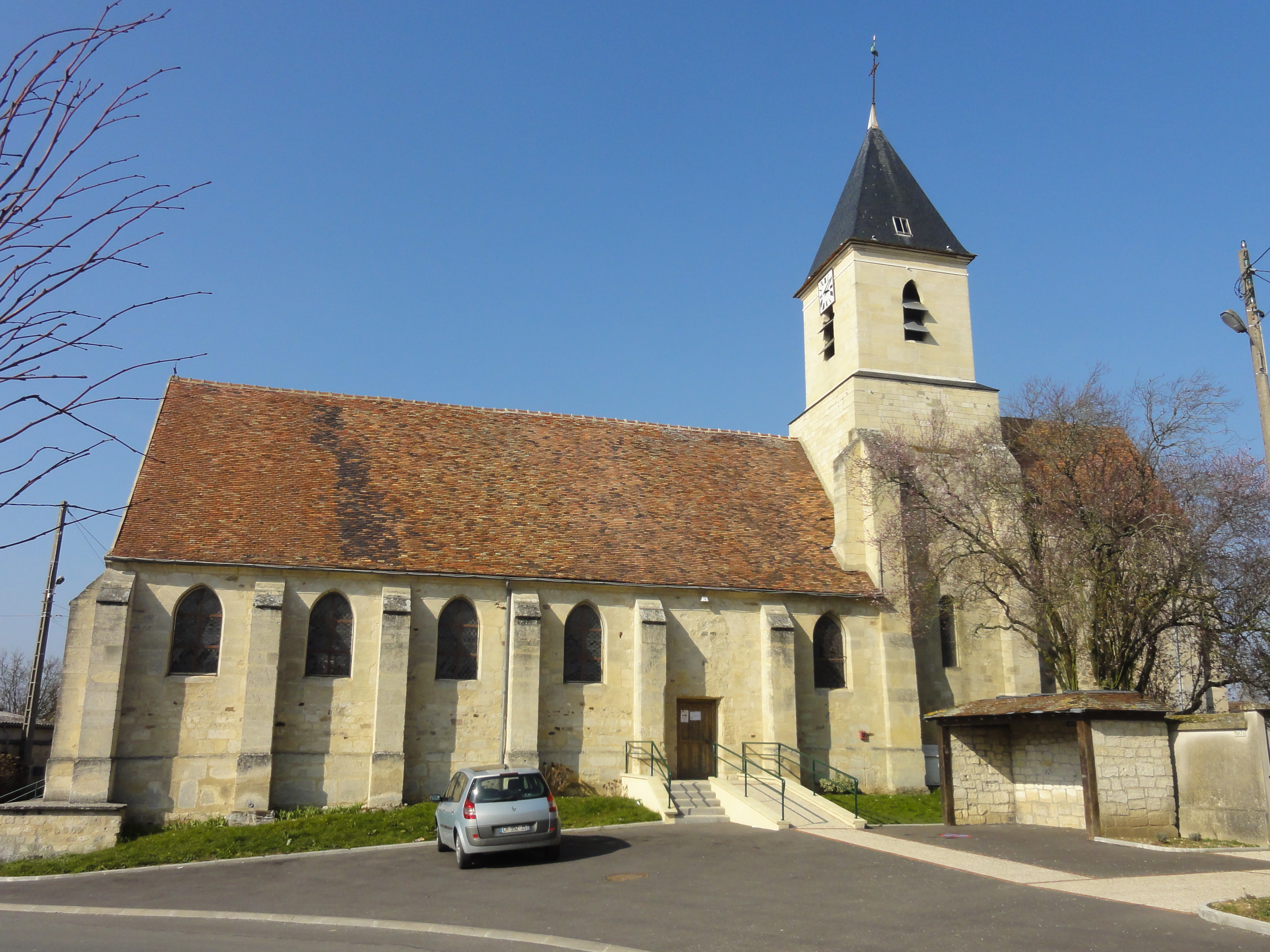
Vue depuis le sud.

L'église Saint-Nicolas est située en France, en région Hauts-de-France et dans le département de l'Oise, en pays de Thelle, dans la commune de Fresnoy-en-Thelle, au centre du village, rue de Lamberval / rue de Morangles. La première s'approche de la façade occidentale par le sud-ouest, et la deuxième arrive devant l'élévation méridionale depuis le sud. À partir du carrefour des deux routes, la rue de Lamberval passe devant la façade et longe l'élévation septentrionale, tout en s'éloignant successivement. Devant la façade, il y a une différence de niveau entre l'église et la rue, qui est compensée par un mur de soutènement. Il faut donc gravir onze marches d'escalier pour accéder au portail occidental, et un escalier existe également devant le portail latéral sud, mais une rampe à l'intention des personnes à mobilité réduite y a été aménagée à côté. Si l'angle sud-est de l'église est mitoyen d'une propriété privée, l'édifice est globalement bien dégagé, et bien visible de tous les côtés. L'ancien cimetière entourant l'église a été converti en pelouse, et contribue à sa mise en valeur. À l'est, le terrain est délimité par un muret, qui ne représente pas d'obstacle à la vue, et jouxte la mare municipale aménagée en lieu de détente. La mare, l'église et les maisons environnantes forment ainsi un ensemble pittoresque.

## Histoire
La date de fondation de la paroisse n'est pas connue. Sous l'Ancien Régime, elle relève du doyenné de Beaumont-sur-Oise, de l'archidiaconé de Clermont et du diocèse de Beauvais. Le collateur de la cure est le prieur de Saint-Martin-des-Champs (prieuré clunisien situé à Paris). D'après Louis Graves, il se substitue au prieur de Beaumont, au moment que le prieuré de Beaumont est réuni à Saint-Martin-des-Champs. Le patron de la paroisse est saint Nicolas de Myre, mais le patron primitif aurait été saint Léonor, en raison du lien avec le prieuré de Beaumont. Ce saint est aujourd'hui inconnu.

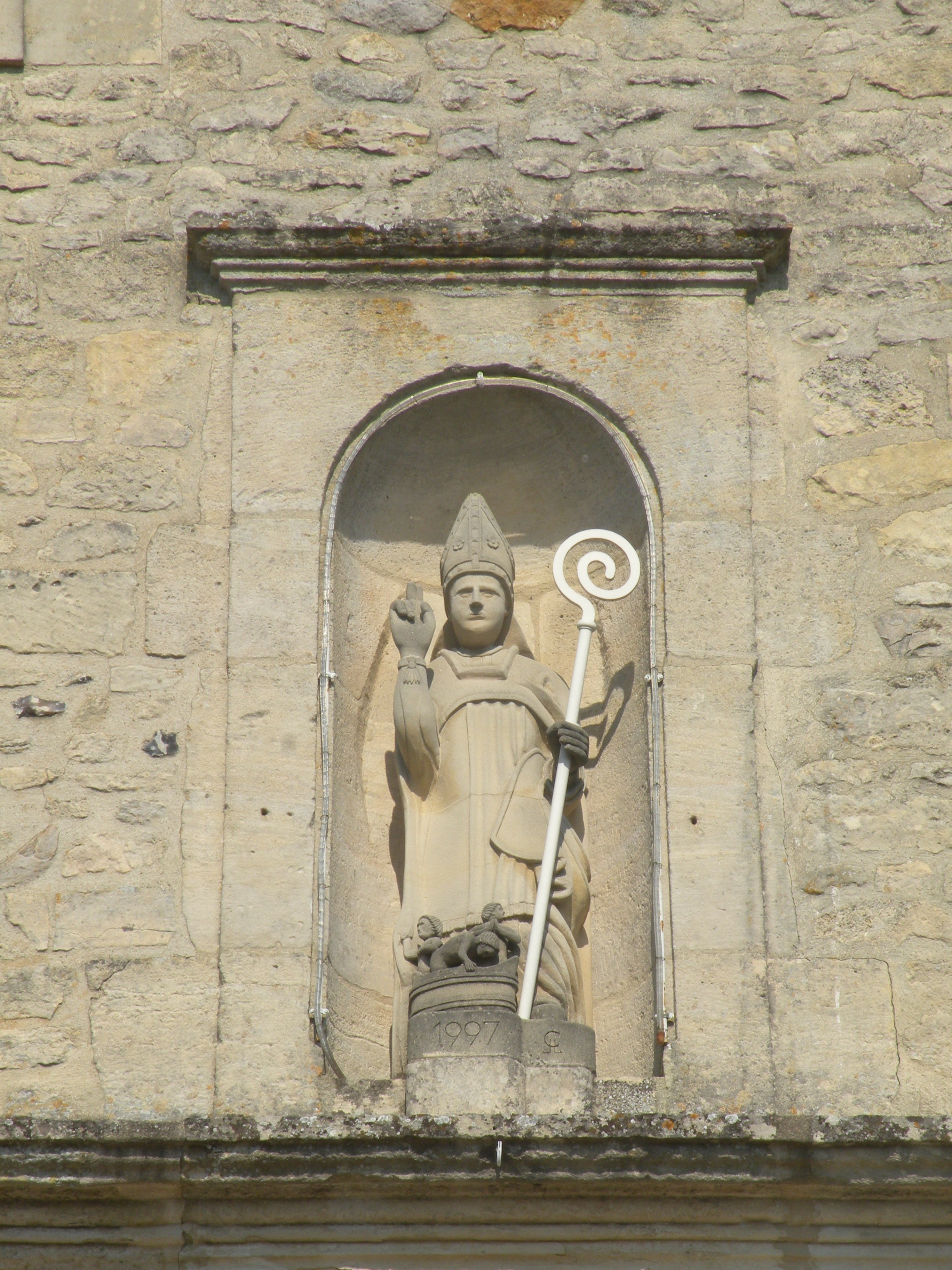
Statue de saint Nicolas, patron de l'église, au-dessus du portail occidental.

La construction de l'église actuelle commence au second quart du XIIe siècle par l'abside et le transept, qui sont globalement conservés en l'état. Louis Graves et Eugène Müller considèrent ces parties comme romanes, ce qui se justifie tant par la sculpture ses chapiteaux, que par la facture archaïque des voûtes, qui sont en fer à cheval et dépourvues d'formerets. En 1842 encore, quand écrit Louis Graves, il y avait en outre le clocher roman bien caractérisé pour confirmer cette datation. Ses fenêtres, déjà en arc brisé à l'instar des arcs-doubleaux, étaient sous-divisées en deux étroites arcades par des colonnettes. Les angles de l'étage de beffroi étaient agrémentés de colonnettes, et ses murs se terminaient par une corniche plate reposant sur des modillons sculptés de têtes grimaçantes. Il n'y avait pas de flèche de pierre,. En somme, le clocher de Fresnoy-en-Thelle appartenait donc au même groupe qu'Allonne, Auger-Saint-Vincent, Auvillers, Béthisy-Saint-Martin, Bonneuil-en-Valois, Catenoy, Cauffry, Chamant, Frocourt, Glaignes, Heilles, Jaux, Labruyère, Marissel, Marolles, Ménévillers, Morienval (tour occidentale), Néry, Orrouy, Saintines, Saint-Vaast-de-Longmont et Warluis. Comme à Bresles et Hermes, ce clocher n'a pas survécu, et fut rebâti avec un diamètre réduit et sans style réel dans le courant de la deuxième moitié du XIXe siècle. Dans son étude sur les débuts du voûtement d'ogives dans l'Oise, Dominique Vermand ne cite pas Fresnoy-en-Thelle, tout en remarquant qu'il ne prétend pas à l'exhaustivité. Il est possible que l'auteur considère les parties orientales de l'église Saint-Denis comme n'étant pas antérieures au milieu du XIIe siècle, ce qui n'empêche pas qu'elles présentent bien des caractéristiques des voûtes romanes analysées dans l'étude (Bornel, Bury, Cauvigny, Crouy-en-Thelle, Foulangues, Ully-Saint-Georges…). Le voûtement d'ogives précoce n'a rien d'inhabituel dans le Beauvaisis, mais en dehors des influences purement locales, on ne doit pas négliger, en l'occurrence, des liens avec le chantier de l'abside de Saint-Martin-des-Champs, entamée vers 1135, et considérer comme précurseur du style gothique.
Sous la guerre de Cent Ans, l'église est sans doute endommagée ou manque au moins d'entretien, ce qui motive la reconstruction totale de la nef au XVIe siècle, en lieu et place d'une reconstruction très partielle, comme à Arthies, Boury-en-Vexin, Lierville, Le Perchay, Ully-Saint-Georges, Vaudancourt, etc. Le seul élément bien caractérisé de la nef et de son bas-côté sont les grandes arcades. Eugène Müller a encore suggéré qu'elles pourraient dater du XVe ou du XVIe siècle, mais Monique Richard-Rivoire a démontré depuis que leur profil d'un gros boudin entre deux fines moulures concaves n'apparaît pas avant le début du XVIe siècle. Les églises flamboyantes plus anciennes présentent des moulures prismatiques plus complexes. À l'instar de plusieurs églises voisines, dont Belle-Église, la façade est en partie refaite au XVIIIe siècle, et plus précisément en 1758, dans un style néo-classique sobre. Les plafonds plats de la nef et du bas-côté, et la reconstruction paupérisante du croisillon nord remontent probablement à la même époque (« tout le reste a été reconstruit en 1758 », dit Louis Graves). La dernière mutation que connaît l'église Saint-Nicolas est la démolition des parties hautes du clocher roman, signalée ci-dessus. En ce qui concerne l'histoire de la paroisse, elle n'a pas encore fait l'objet de publications. Depuis la Révolution française, le doyenné de Beaumont n'existe plus dans sa forme ancienne, et est partagé entre deux diocèses. Fresnoy-en-Thelle reste toutefois dans le diocèse de Beauvais, qui correspond désormais au territoire du département de l'Oise. Le concordat de 1801 n'autorise qu'une unique paroisse par canton, les autres étant considérées comme succursales. À ce titre, Fresnoy-en-Thelle est rattaché à la succursale du Mesnil-Saint-Denis (aujourd'hui, Le Mesnil-en-Thelle). Aujourd'hui, Fresnoy-en-Thelle est affilié à la paroisse Saint-Louis-en-Thelle avec siège à Chambly, qui rassemble les communes de l'ancien canton de Neuilly-en-Thelle jadis comprises dans le doyenné de Beaumont. Cette paroisse réunit quatorze églises, et les célébrations du dimanche sont réservées à deux parmi eux, ce qui ne laisse que la messe anticipée du samedi à 18 h 30 pour les douze restantes. La fréquence des messes ne dépasse donc pas deux à trois par an.

## Description

### Aperçu général

Plan de l'église.

Régulièrement orientée, avec toutefois une nette déviation de l'axe vers le nord-est du côté du chevet, l'église répond à un plan cruciforme incomplet. Elle se compose d'une grande nef rectangulaire, non articulée, séparée de son unique bas-côté au nord par six grandes arcades ; d'une croisée du transept servant de base au clocher ; d'un croisillon nord ; d'un chœur rectangulaire d'une seule travée, terminé par un chevet plat ; et d'une petite chapelle carrée dans l'angle entre croisillon nord et chœur. Elle a été transformée en sacristie. Une cage d'escalier occupe l'angle nord-ouest du bas-côté. La nef, le bas-côté et la chapelle sont simplement plafonnés. Les deux travées du transept et l'abside sont voûtés d'ogives. L'on accède à l'église par le portail occidental de la nef, ou par un portail latéral au sud de la cinquième travée. Nef et bas-côtés sont recouverts ensemble par une toiture unique rampants, avec un pignon symétrique en façade. Le croisillon et le sanctuaire possèdent des toits en bâtière perpendiculaires au clocher, et la chapelle est munie d'un toit en appentis prenant appui contre le croisillon. Le clocher est coiffé d'une pyramide en charpente. La couverture est réalisée en tuiles plates du pays, sauf pour le toit du clocher, qui est revêtu d'ardoise.

### Intérieur

#### Nef et bas-côté

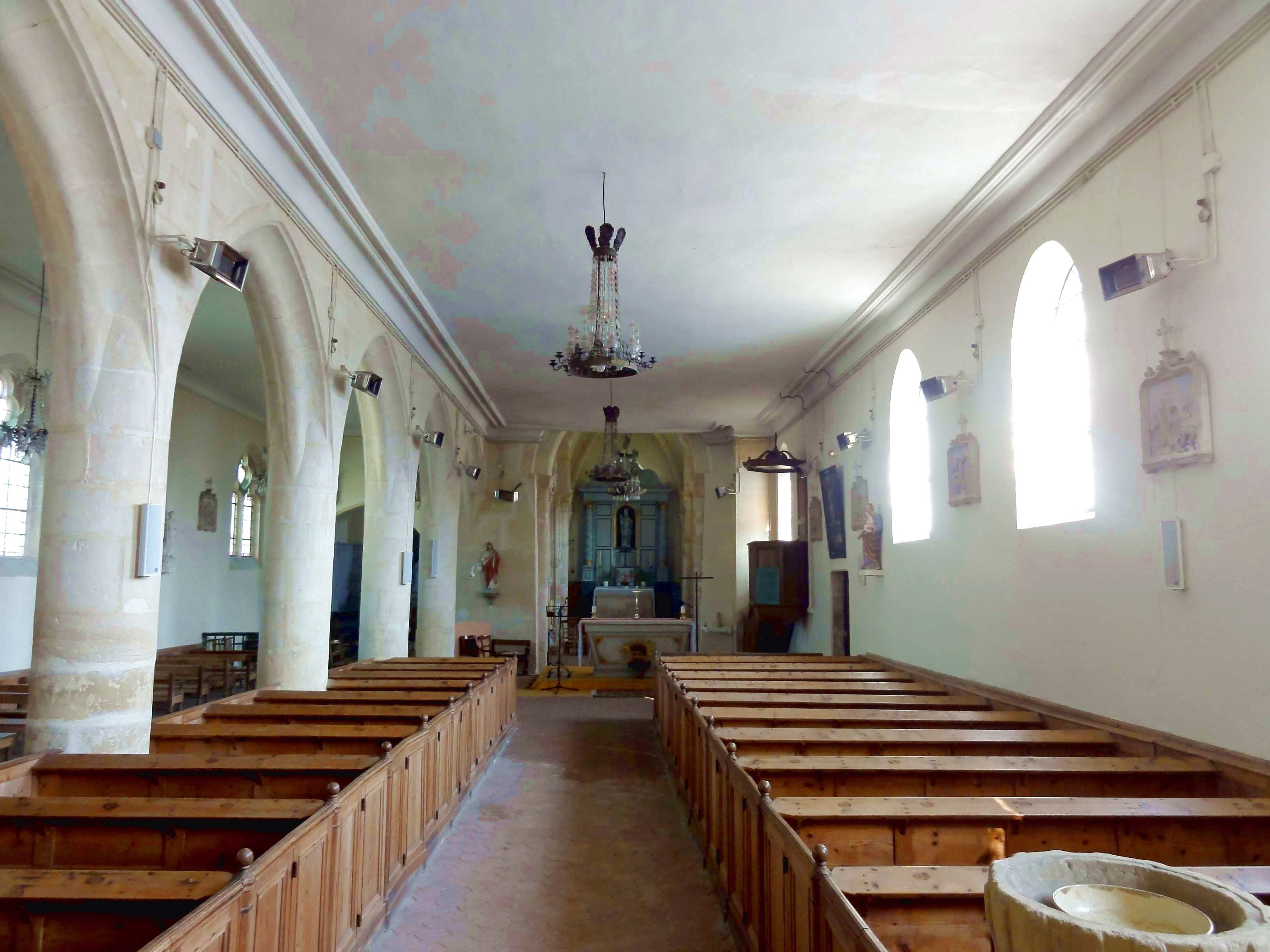
Nef, vue vers l'est.

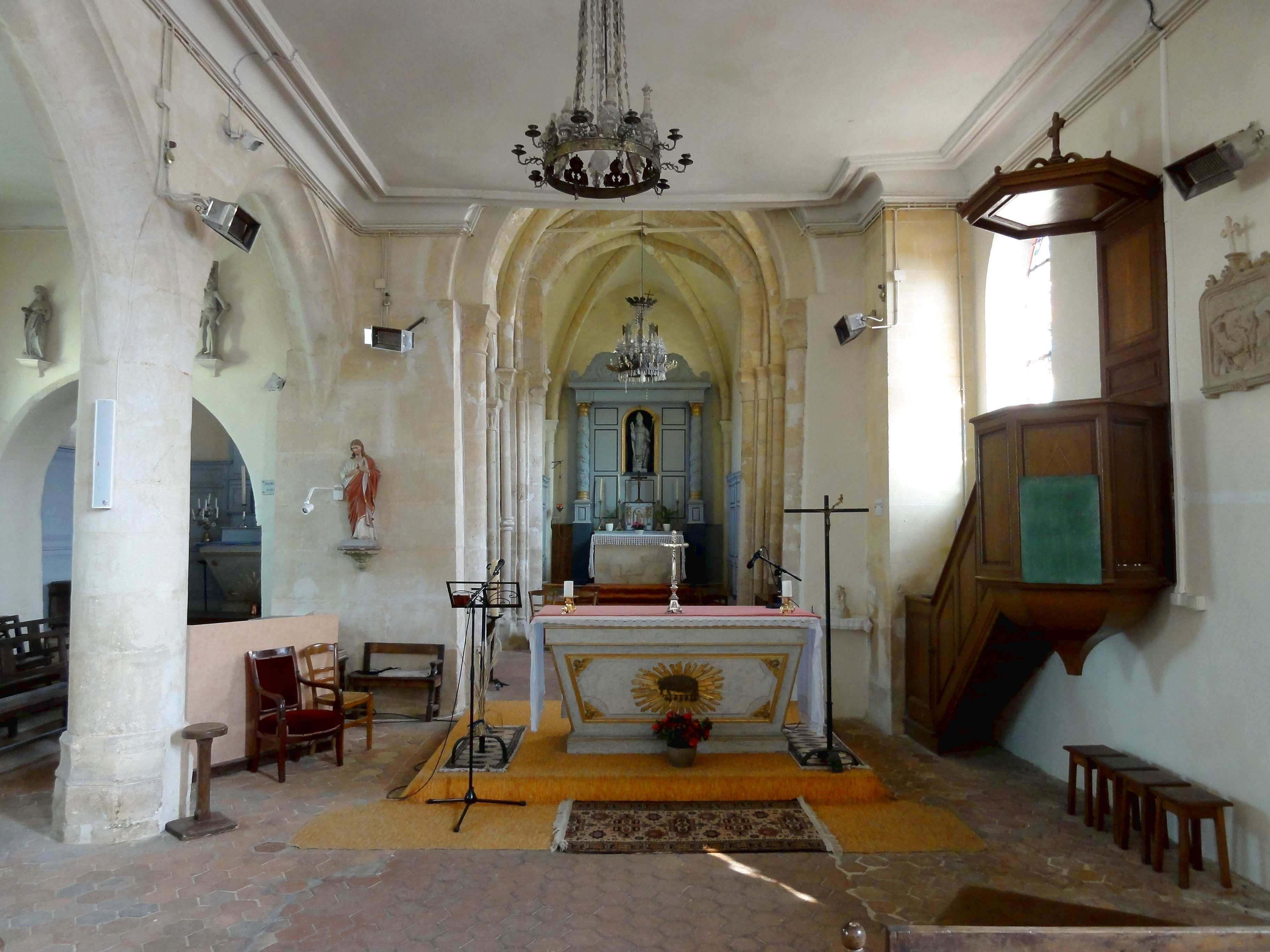
Nef, vue vers l'est.

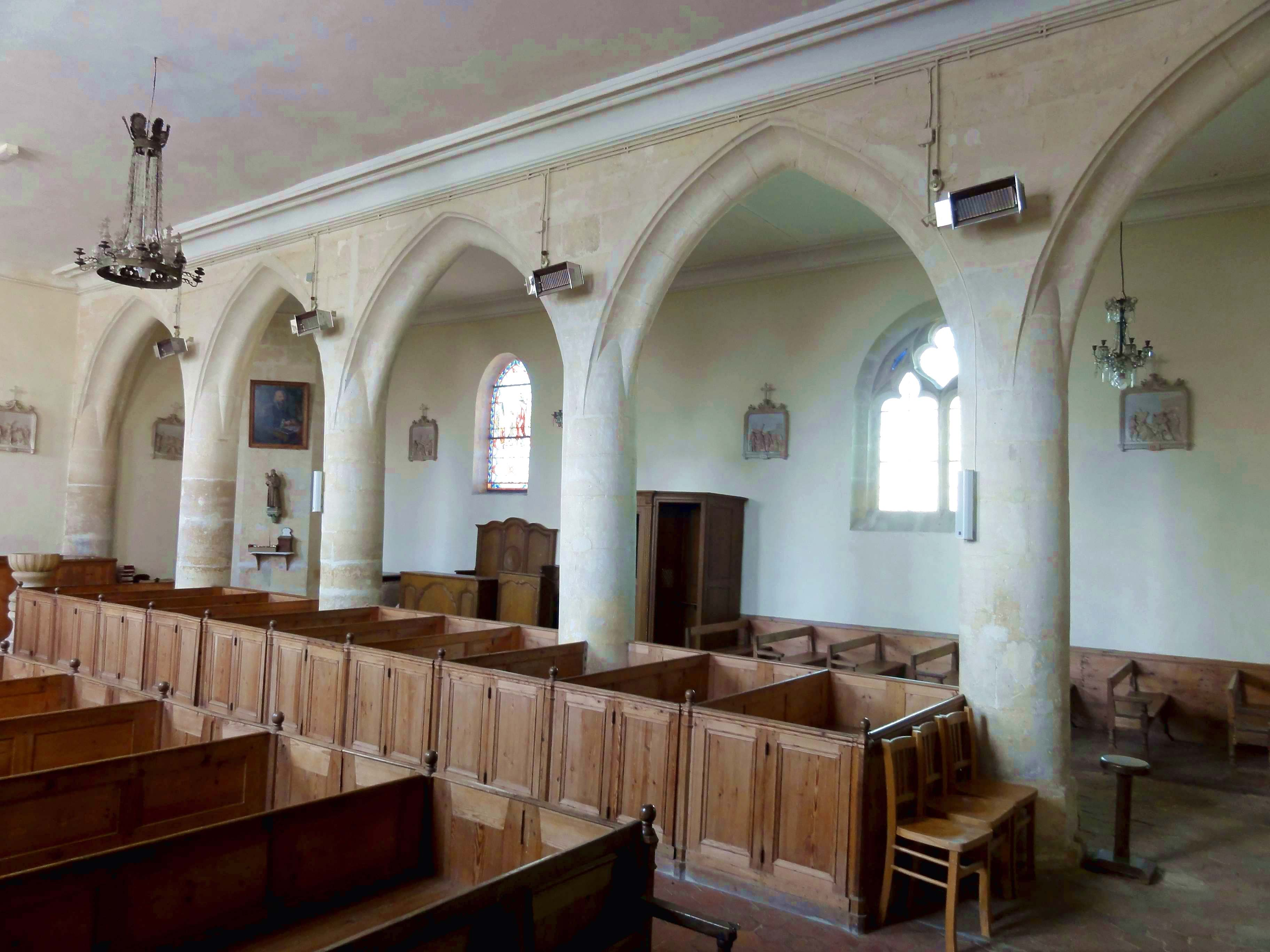
Grandes arcades.

La nef est une salle rectangulaire assez spacieuse, qui n'est pas éclairée depuis l'ouest, mais reçoit le jour par cinq baies en arc brisé du côté sud, la cinquième travée contenant le portail étant dépourvue de fenêtre. Aujourd'hui, la nef est bien moins élevée que large, et ses murs se terminent par une corniche moulurée assez encombrante (sauf à l'ouest), qui coupe malheureusement le sommet de l'arc triomphal ouvrant sur la croisée du transept. Cet état date de la reconstruction de 1758. Auparavant, le vaisseau devait être recouvert d'une charpente en carène renversée, comme à Bornel, où l'ancien état a été restitué au début de la nef, tandis que le reste demeure également pourvu d'un plafond plat tout à fait lisse. Si les murs latéraux n'étaient donc pas plus élevés, le volume représenté par les combles était en grande partie rattaché à l'espace intérieur, et l'arc triomphal était entièrement visible. Mais lors de la reconstruction flamboyante, l'on avait d'emblée renoncé à donner à la nef deux niveaux d'élévation, avec donc un étage de murs aveugles au-dessus des grandes arcades, ou éventuellement un étage de fenêtres hautes. Ces nefs à un unique niveau d'élévation munies néanmoins de bas-côtés sont relativement rares, mais avec Asnières-sur-Oise et Bornel, deux autres exemples existent dans le voisinage, et l'on peut également citer Avilly-Saint-Léonard et Lierville. Bien souvent, l'on se contente d'un unique bas-côté à la période flamboyante, par exemple à Armancourt, Avilly-Saint-Léonard, Belle-Église, Courteuil, Écouen, Mont-l'Évêque, Neuilly-sous-Clermont, Lierville, Rivecourt, Villeneuve-sur-Verberie, sans tenir compte des églises à double nef, avec deux vaisseaux d'importance plus ou moins équivalente. Pour des raisons évidentes d'optimisation d'éclairage par la lumière naturelle, le placement du bas-côté au nord est fréquent, et la nef à bas-côté unique s'impose ainsi comme un compromis économique pour éviter à la fois l'obscurité des nefs aveugles largement dominants à la période flamboyante, et les frais de construction de deux bas-côtés. Si les murs gouttereaux sont de faible hauteur, les voûtes des bas-côtés ne sont pas indispensables pour assurer un contrebutement suffisant.
Si les nombreux contreforts extérieurs du mur gouttereau sud donnent à penser que le voûtement de la nef était initialement projeté, rien ne permet de savoir si ce voûtement fut tout au moins amorcé par l'intégration de départs d'ogives dans les piliers, ou le culs-de-lampe dans les murs, comme à Avilly-Saint-Léonard, Lierville, Marolles, Vauréal, etc. À vrai dire, les moulures des six grandes arcades, nombre anormalement élevé pour une petite église rurale, sont beaucoup trop rapprochées pour envisager que les nervures de voûtes se fondent directement dans les piliers. Ne reste donc que l'option des culs-de-lampe, qui auraient pu être abattus lors du profond remaniement de 1758. Pour venir au profil des grandes arcades, indice permettant une datation à quelques décennies près seulement, il se compose d'un gros boudin en forme de double doucine entre deux fines moulures concaves, ce qui est un profil particulièrement bien adapté aux piliers ondulés répandus à la période flamboyante. Mais en l'occurrence, les piliers sont monocylindriques et appareillés en tambour. En lien avec des arcades du même type qu'à Fresnoy, des piliers monocylindriques se trouvent aussi à Bresles, La Chapelle-en-Serval, Fleurines, Jagny-sous-Bois, Précy-sur-Oise, Survilliers, Vauréal, Vineuil-Saint-Firmin, etc. Des arcades d'un profil analogue se trouvent aussi à Fleurines, Survilliers, Vauréal, sans tenir compte des nombreuses variations de détail, concernant les proportions du boudin et des gorges qui l'encadrent, et le nombre des moulures concaves, qui peuvent être au nombre de deux, ou bien faire défaut. Les bases octogonales sont raccordées au fût par une bague, et s'apparentent à des plinthes moulurées. Elles reposent sur des socles également octogonaux de faible hauteur. En dehors des grandes arcades, le bas-côté n'appelle que peu de remarques, car ses murs sont lisses, et la communication avec le croisillon est réalisée par une arcade brisée d'un tracé irrégulier, non moulurée, aux arêtes taillées en biseau. Les seuls éléments dignes d'intérêt sont les fenêtres de la quatrième et de la sixième travée, la baie de la première travée ayant été refaite en 1758, et les trois autres travées étant dépourvues de fenêtres. La présence de fenêtres dans seulement une travée sur deux est, bien sûr, une marque d'économie. Les fenêtres signalées sont entourées d'une gorge, et possèdent un remplage de deux lancettes à têtes trilobées surmontées d'un soufflet entre deux étroites mouchettes. Les meneaux sont dépourvus de bases. L'on note cependant leur profil atypique, calqué sur celui des grandes arcades, où l'on s'attendrait à un profil chanfreiné plus simple.

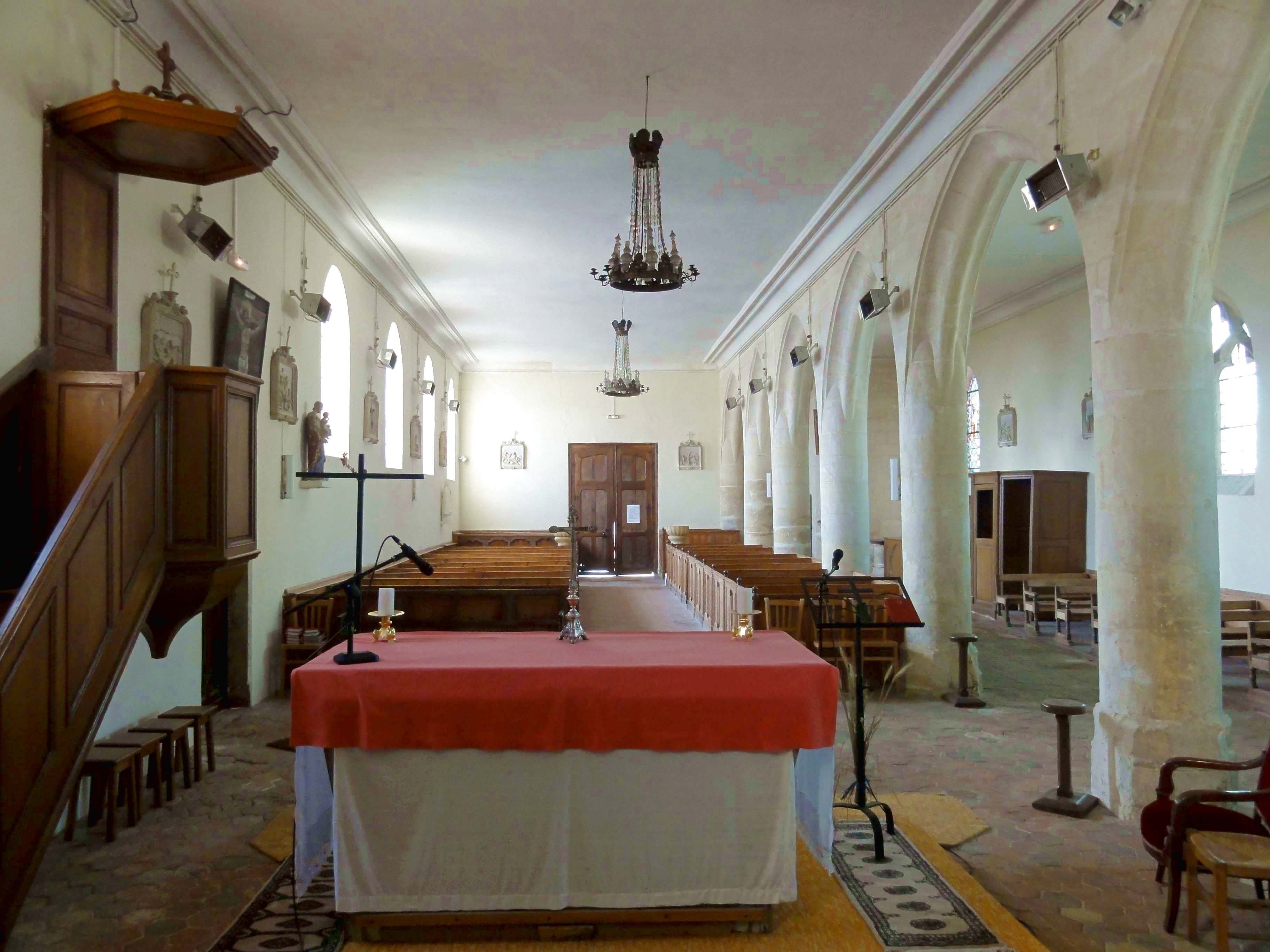
Nef, vue vers l'ouest.
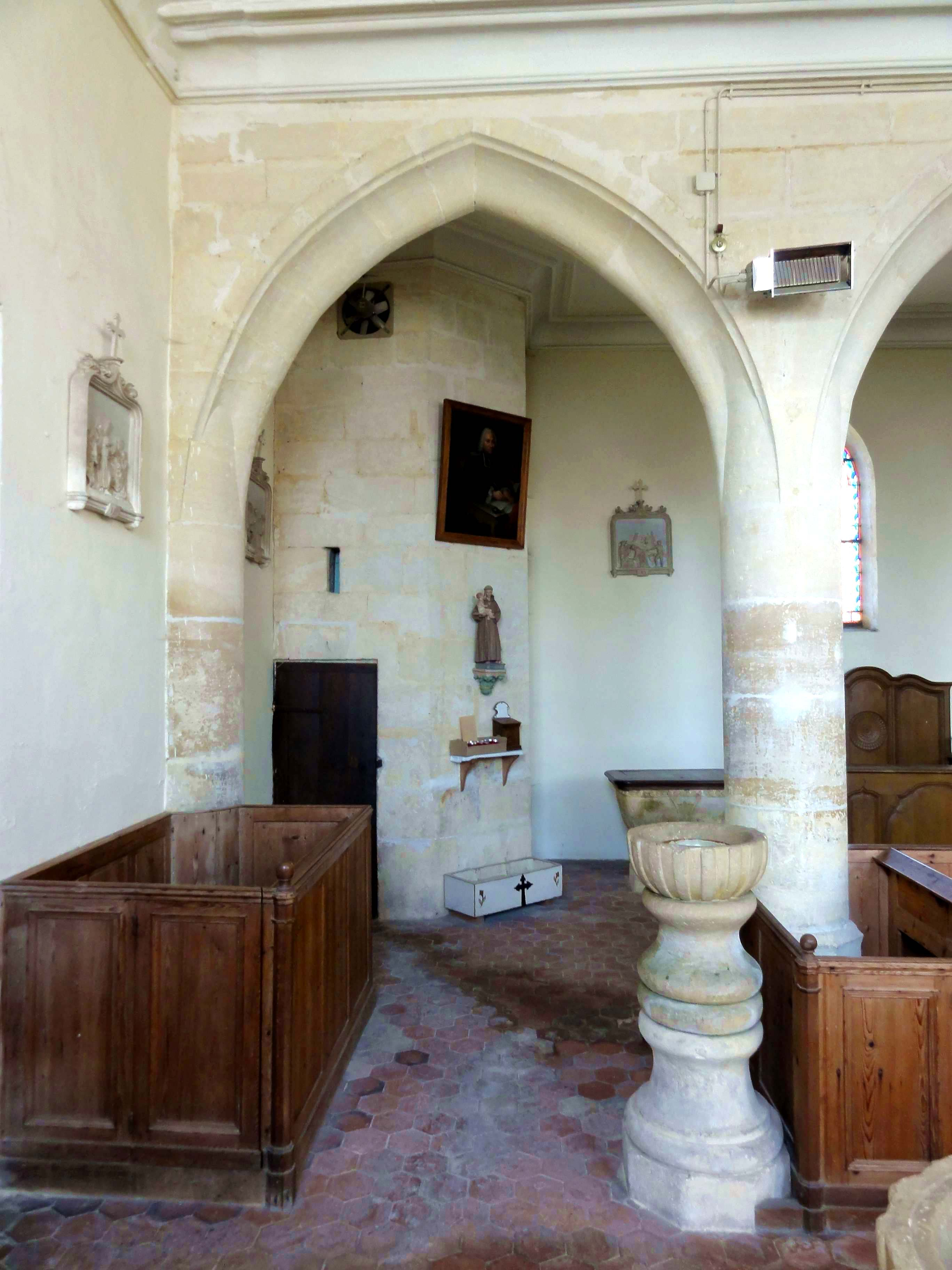
Nef, 1re grande arcade.
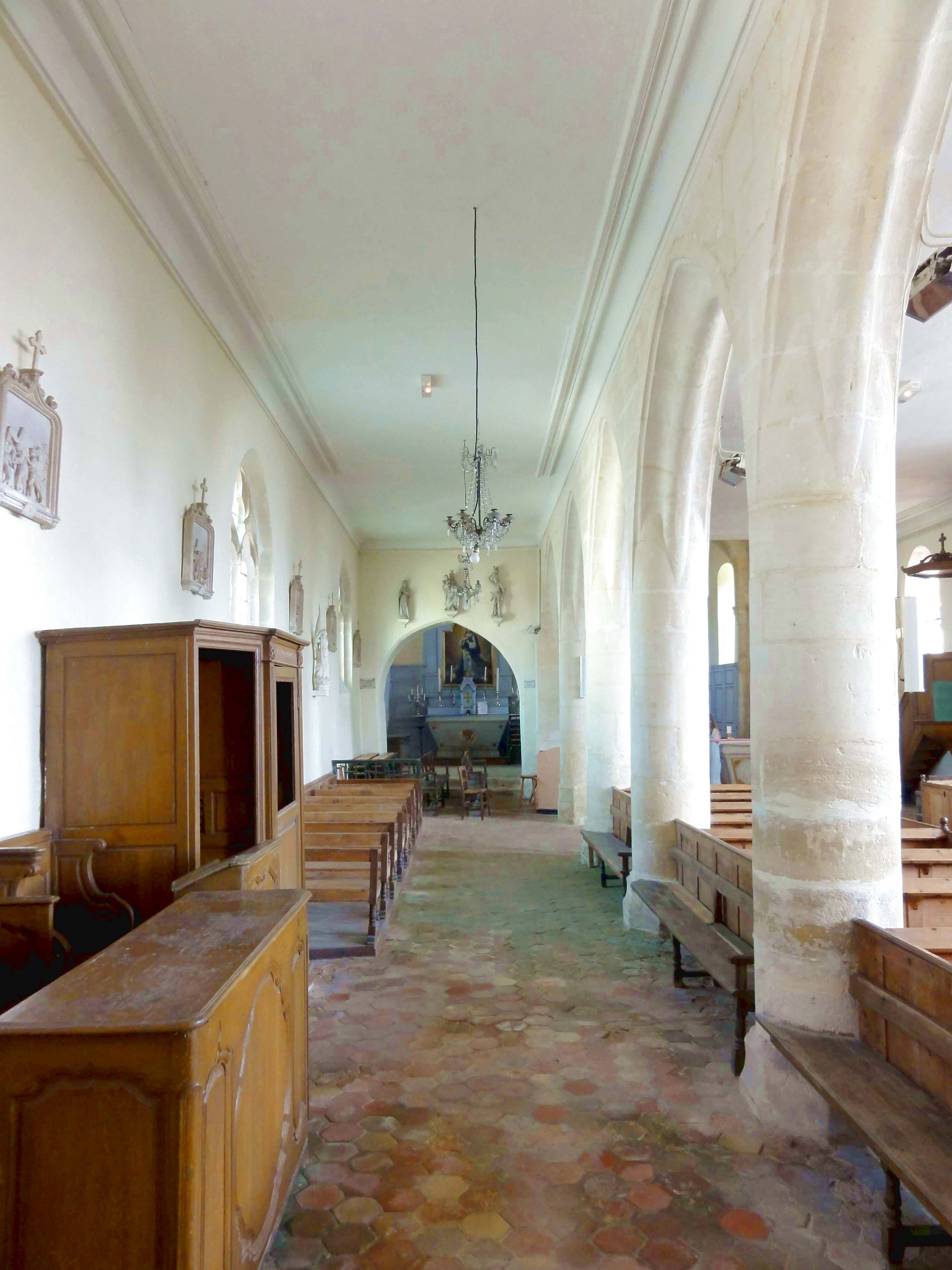
Bas-côté, vue vers l'est.
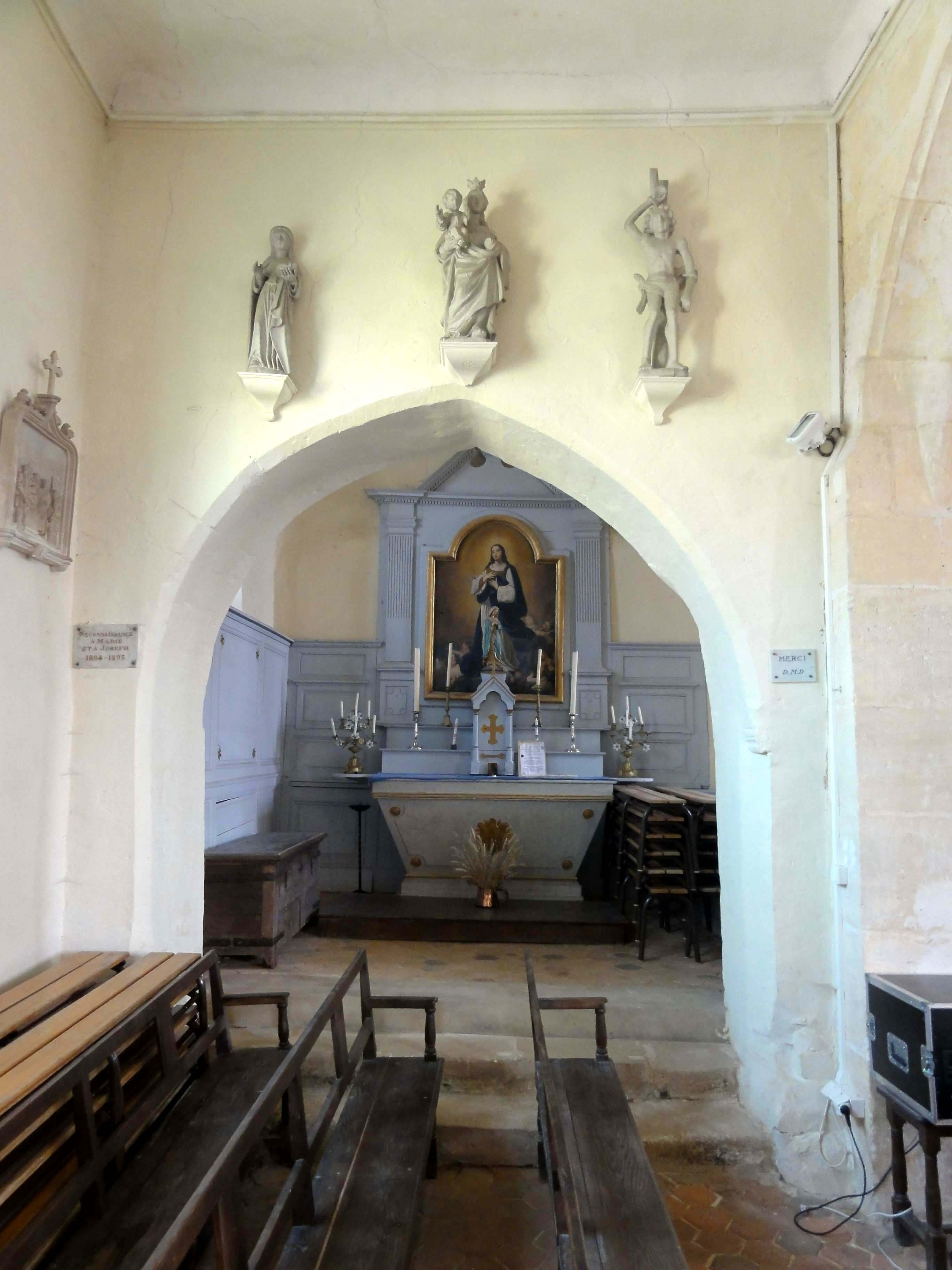
Bas-côté, vue vers l'est dans le croisillon.
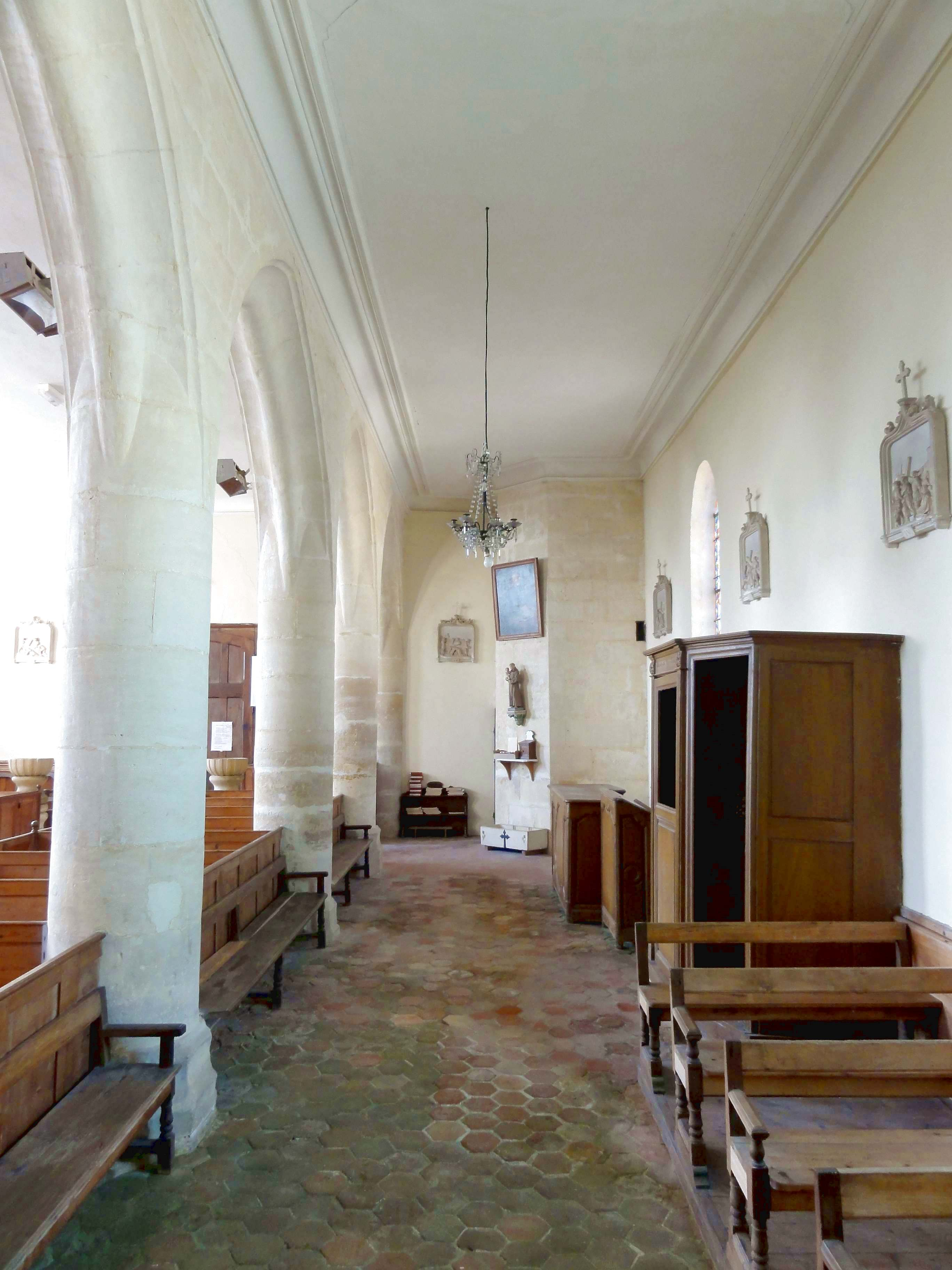
Bas-côté, vue vers l'ouest.
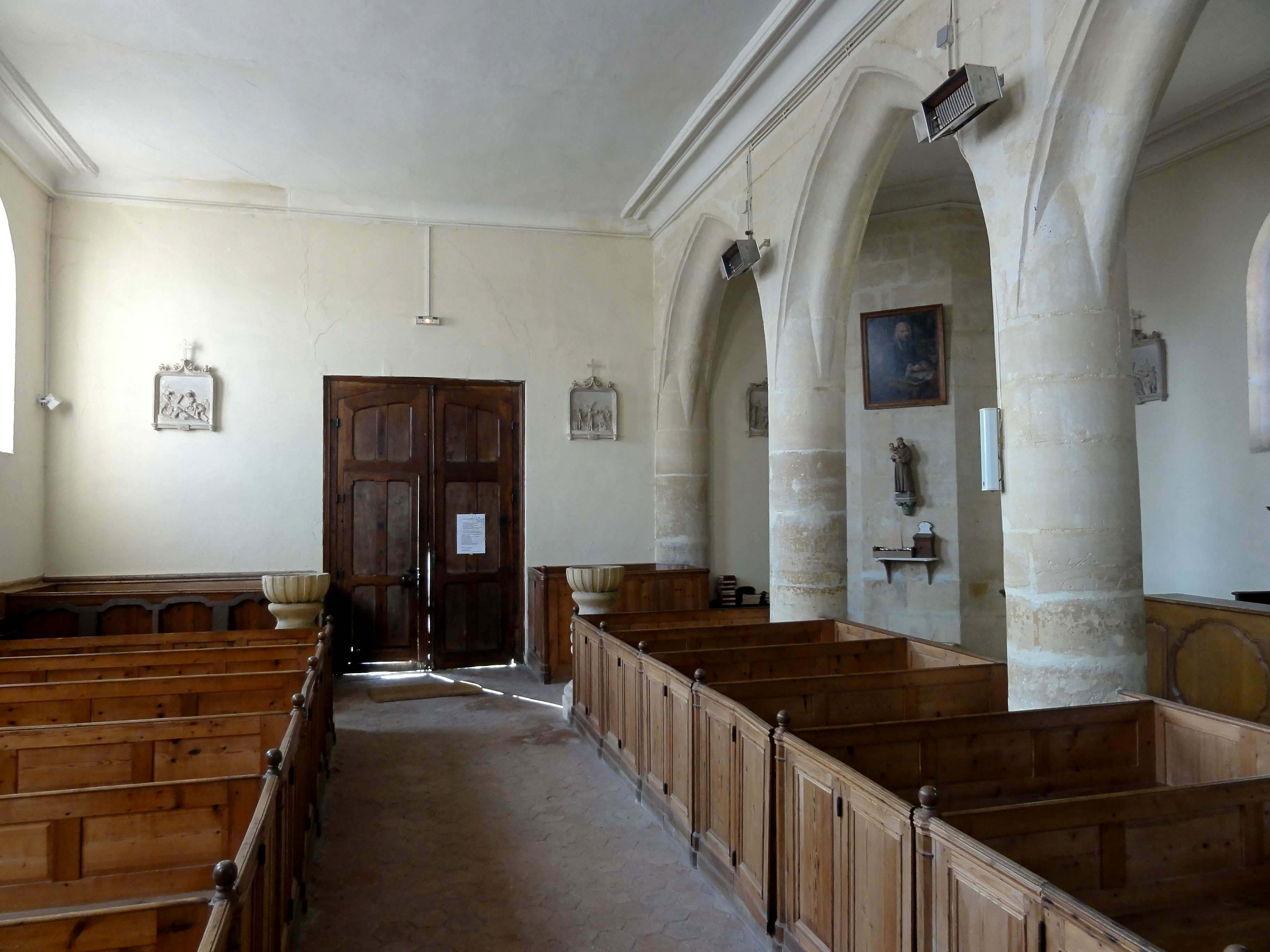
Nef, vue vers l'ouest.

#### Parties orientales

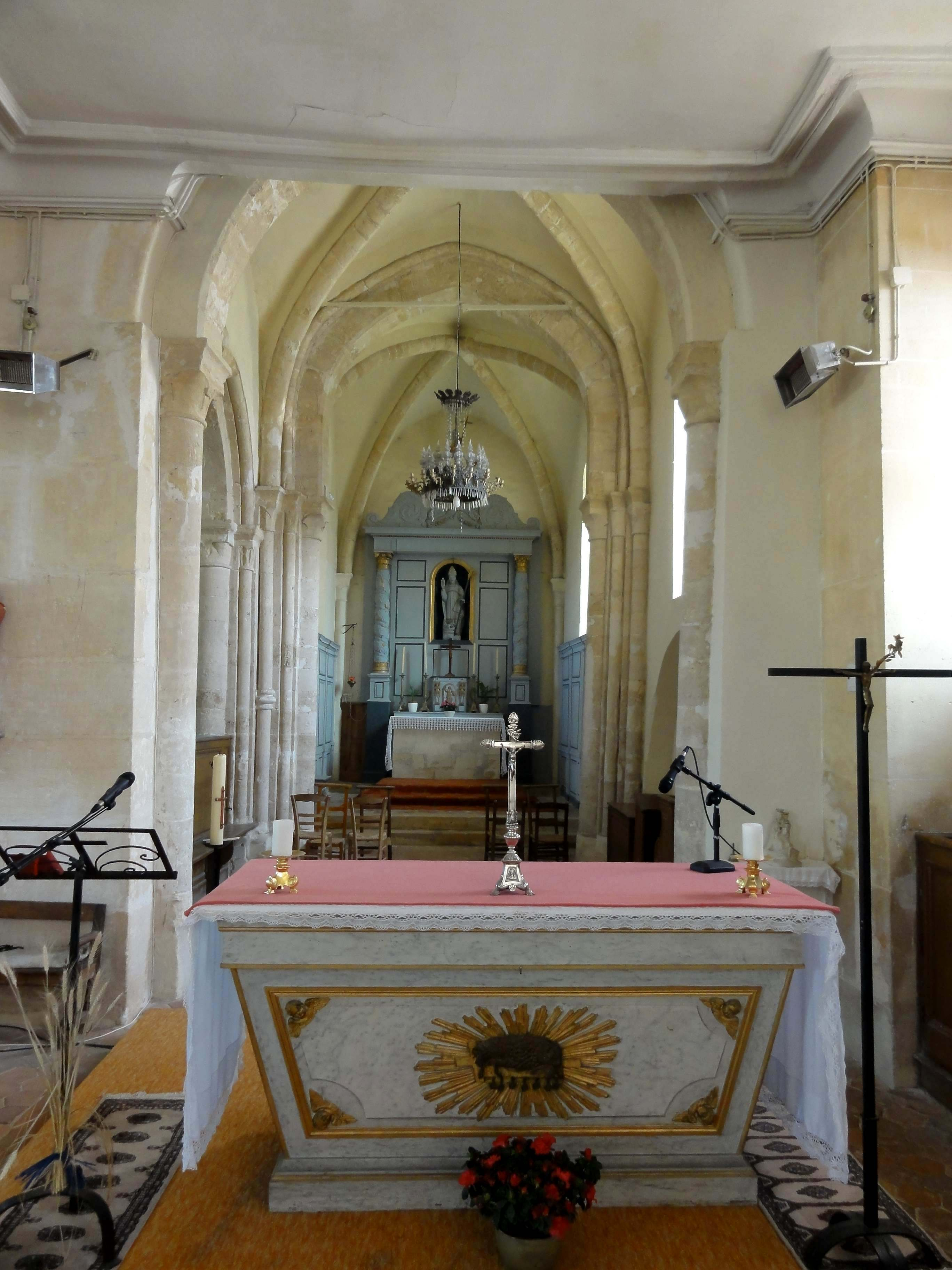
Nef, vue vers l'ouest dans le carré du transept.

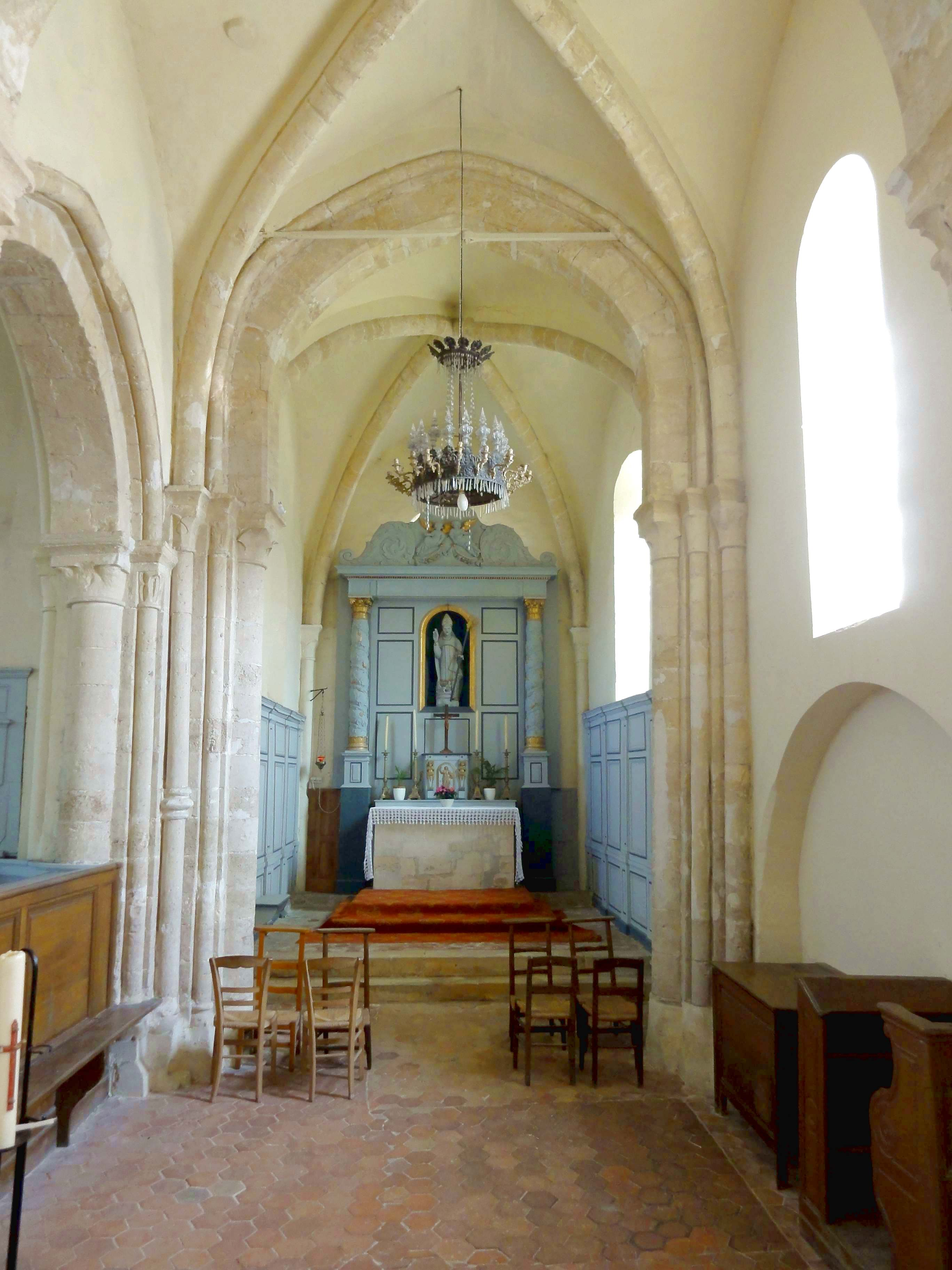
Croisée du transept, vue vers l'est.

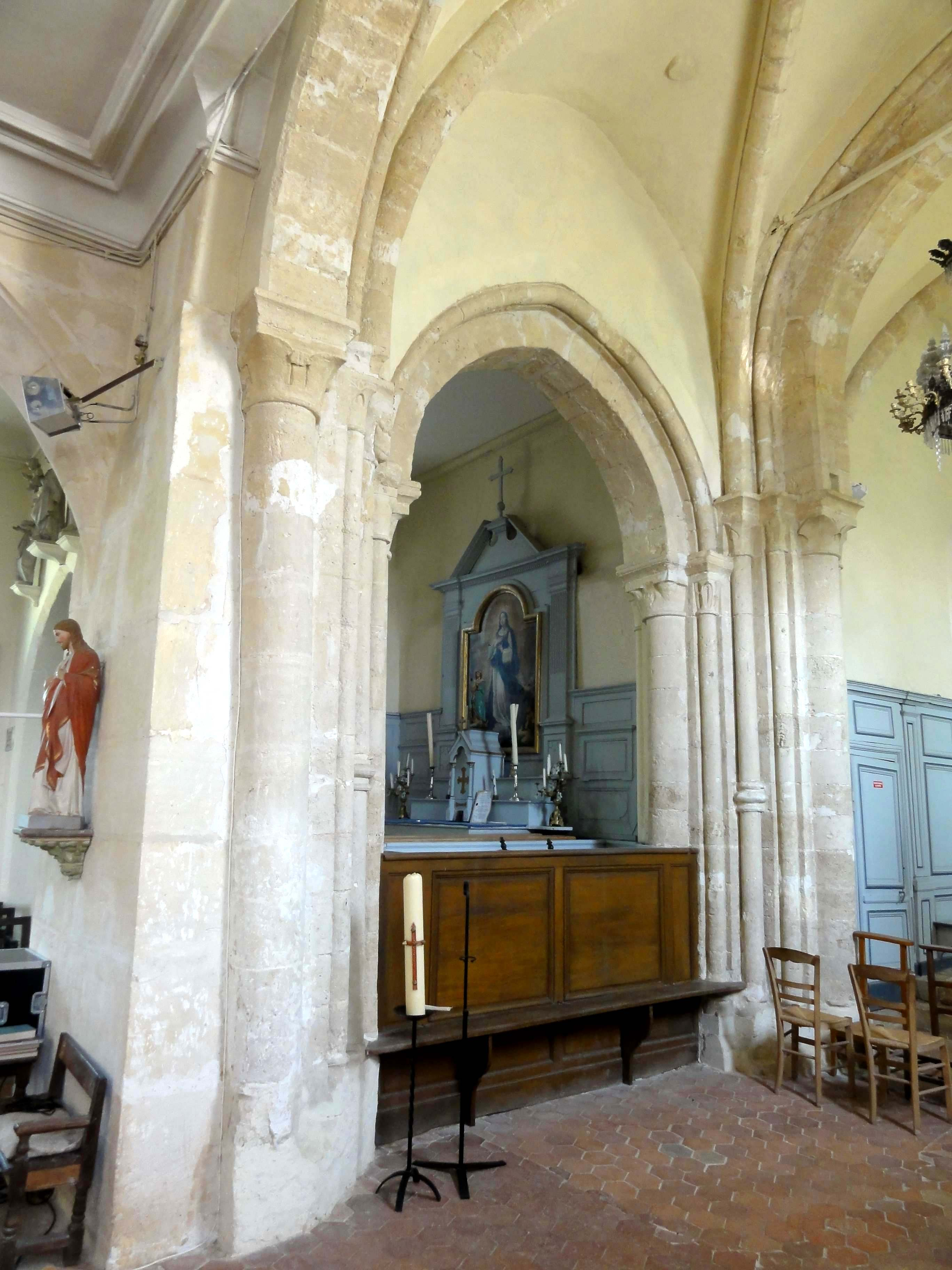
Croisée du transept, vue vers le nord-est.

Comme dans les églises à nef unique, le chœur est bien moins large que la nef. L'arc triomphal est flanqué d'un pan de mur à gauche et à droite. Il n'est qu'à simple rouleau du côté ouest, et placé en retrait par rapport à la surface murale, ce qui devrait s'expliquer par la suppression du rang de claveaux supérieur lors du remaniement de 1758. En effet, la même arcade est à double rouleau du côté est, et le doubleau séparant la croisée du transept de l'abside est à double rouleau des deux côtés. Les trois arcades qui délimitent la travée vers l'ouest, vers le nord et vers l'est, sont en arc brisé, et leur rang de claveaux supérieur est toujours mouluré d'un mince tore, tandis que le rang de claveaux inférieur a seulement les arêtes biseautées. C'est la règle avant le milieu du XIIe siècle. Même le rouleau supérieur des arcades n'est généralement pas mouluré, sauf à Bailleval et Noël-Saint-Martin, où les formerets toriques font en même temps leur apparition, et à Bury, Cambronne-lès-Clermont et Foulangues. L'arcade vers le croisillon nord est légèrement moins élevée que les deux autres. Elle n'a pas de pendant au sud, où l'on voit seulement une haute et étroite baie en plein cintre non décorée et une arcature aveugle également non décorée dans son soubassement, le tout datant vraisemblablement d'origine.
Moyennant des tailloirs carrés, chaque arcade retombe sur les chapiteaux de colonnes engagées, en ce qui concerne les rangs de claveaux inférieurs, ou de fines colonnettes logées dans des angles rentrants des piliers, en ce qui concerne les rouleaux supérieurs. Avec les colonnettes des ogives, qui sont du même diamètre, ces dernières forment des faisceaux de trois colonnettes dans les angles nord-ouest et nord-est, et des groupes de deux colonnettes en face au sud. Contrairement à l'usage à l'époque, les fûts des ogives ne sont pas appareillés, mais assemblés de deux segments monolithiques, séparés par des bagues sous la forme d'un gros tore entre deux gorges et deux baguettes. L'analogie entre le diamètre des fûts ne se transpose pas sur le diamètre des ogives par rapport à celui du rang de claveaux supérieurs des arcades : Les ogives sont bien plus fortes. Leur profil en amande permet de mieux découper la lumière. Dans la région, il se retrouve à Marissel. D'après Eugène Lefèvre-Pontalis, il aurait fait son apparition dès les années 1140 dans la salle capitulaire de la cathédrale de Durham, puis dans l'avant-nef de la basilique Saint-Denis. L'absence de clés de voûte décorées est fréquente à la période du premier voûtement d'ogives, et l'absence de formerets est conforme à l'usage. Les arcs d'inscription des voûtains adoptent globalement un tracé en fer à cheval, mais sont néanmoins en arc brisé. Étant donné le tracé irrégulier de certaines ogives, la forme des voûtains, déjà notée par Louis Graves, peut résulter de désordres de structure anciens. Les voûtains étant enduits, il n'est pas possible de savoir comment ils sont appareillés. Le tracé du doubleau oriental est également anormal : il comporte de longues sections verticales au-dessus des tailloirs, puis devient surbaissé.
Comme il en résulte de la hauteur moindre de l'arcade septentrionale, ses tailloirs et chapiteaux sont situés légèrement plus bas que les autres, leurs astragales étant situés au niveau des tailloirs des autres chapiteaux. Les tailloirs des ogives sont implantés orthogonalement, comme ceux des arcades, et non à 45°, ce qui est plus fréquent au XIIe siècle. Les tailloirs de l'arcade septentrionale sont moulurés d'un large filet, d'un listel, d'un tore et d'une gorge. Le profil des autres tailloirs est plus simple, et se réduit à un large filet et une large gorge. Les corbeilles des chapiteaux sont allongées et s'évasent légèrement du haut vers le bas. Sur les vingt-et-un chapiteaux que compte l'église, cinq ont perdu leur sculpture ou ont seulement été ébauchés ; ils se situent tous sur l'arcade vers le croisillon. Parmi les seize chapiteaux qui sont donc sculptés, onze sont sculptés de feuilles d'eau à faible relief, le plus souvent disposées en un seul rang, avec parfois des effets de superposition, et associées à des minuscules volutes d'angle à très peu fouillées. Sur l'un des gros chapiteaux, au nord du doubleau vers le sanctuaire, les côtes sont perlées. Cinq autres chapiteaux présentent un décor plus original avec une feuille simple entre deux ovales, ou trois ovales, qui sont sculptées de lignes concentriques plus ou moins rapprochées, peut-être dans le but de suggérer des palmettes. Il pourrait s'agir d'une interprétation inconsciente de la feuille d'acanthe, que l'on rencontre, par exemple, dans l'église voisine de Foulangues. Cette sculpture n'a rien de remarquable. Elle peut cependant justifier de dater les parties orientales de l'église du troisième quart du XIIe siècle, plutôt que du second quart, puisque les feuilles d'eau constituent le motif dominant du style gothique primitif, et les motifs purement romans sont totalement absents. Ce qui n'empêche pas que la feuille d'eau soit également bien présente dans la plupart des églises de style roman tardif du Beauvaisis. Enfin, un dernier chapiteau, celui de l'ogive dans l'angle nord-ouest, montre une figure humaine trapue et caricaturale. De tels chapiteaux se trouvent aussi à Bury et Foulangues, et se rattachent au style roman. Les rares bases encore intactes se composent, du haut vers le bas, d'un tore, d'une scotie et d'un haut et gros tore flanqué de griffes d'angle rudimentaires.
La travée du sanctuaire, bien plus profond que large, adopte les mêmes caractéristiques que la croisée du transept. Il en résulte des groupes de deux fines colonnettes dans les angles près de la base du clocher, et des colonnettes uniques dans les angles à gauche et à droite du chevet. Louis Graves mentionne encore les étroites fenêtres au pluriel. Si ce n'est pas un manque de précision, puisque la croisée du transept fait partie du chœur sur le plan fonctionnel, la baie latérale à gauche n'était donc pas encore bouchée. C'est moins probable pour la baie du chevet, qui est obturée par le retable du maître-autel. L'unique baie qui reste est donc celle du sud. Elle ne diffère pas de celle de la base du clocher. Pour venir au croisillon nord, il a perdu sa voûte et ses supports, s'ils ont jamais existé, et ne conserve d'origine que l'arcade vers la croisée du transept. Ses tailloirs sont les mieux conservés de l'église, mais comme déjà évoqué, un seul chapiteau, tourné vers la base du clocher, demeure intact. Sachant que les plafonds plats de la nef et du bas-côté datent de 1758, il est probable que ce soit également le cas du plafond plat du croisillon. Cependant, le court texte de Louis Graves affirme que les parties orientales sont voûtées, ce qui pourrait être, une fois de plus, un manque de précision imputable au grand volume d'informations à traiter.

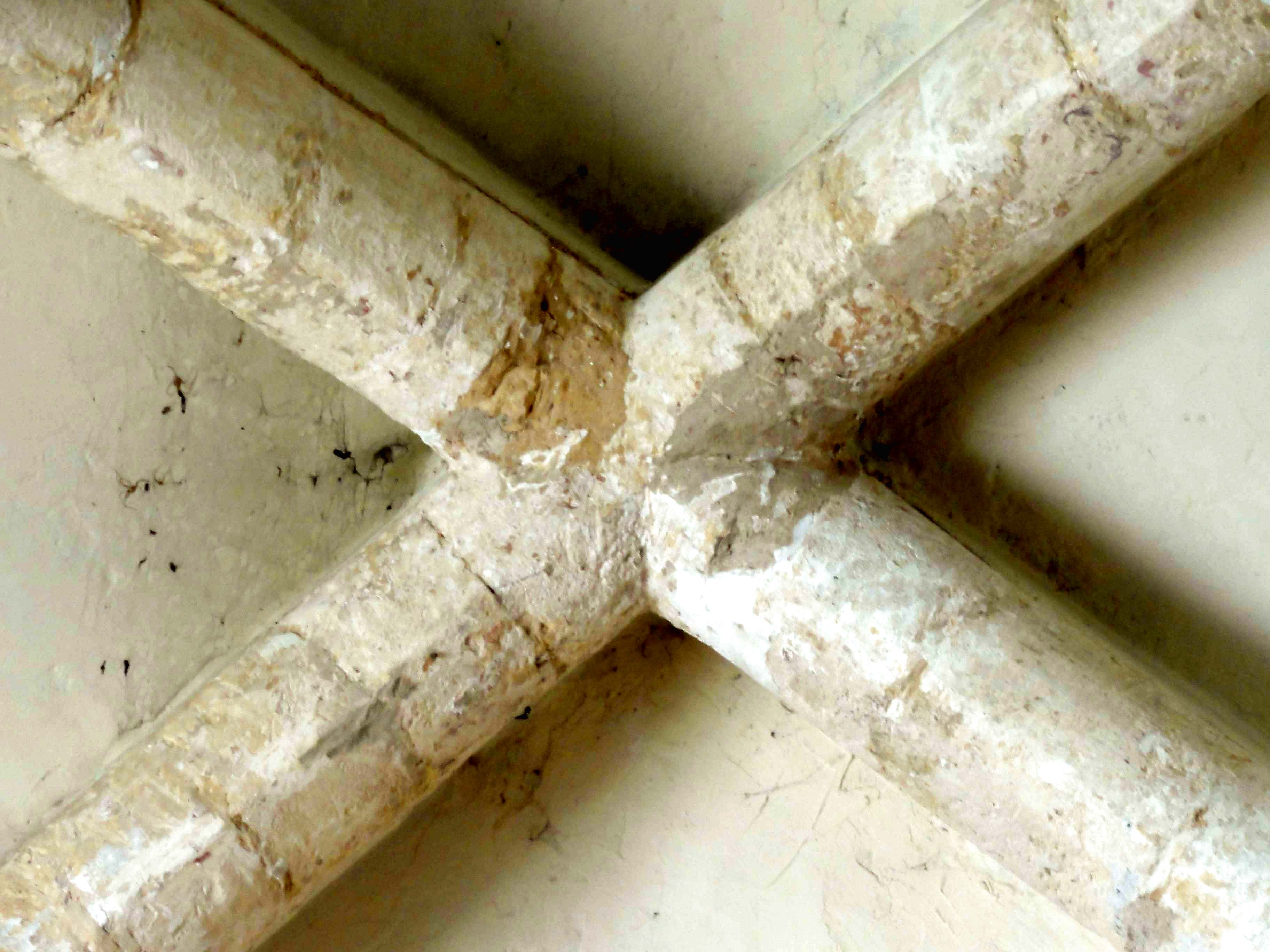
Base du clocher, clé de voûte.
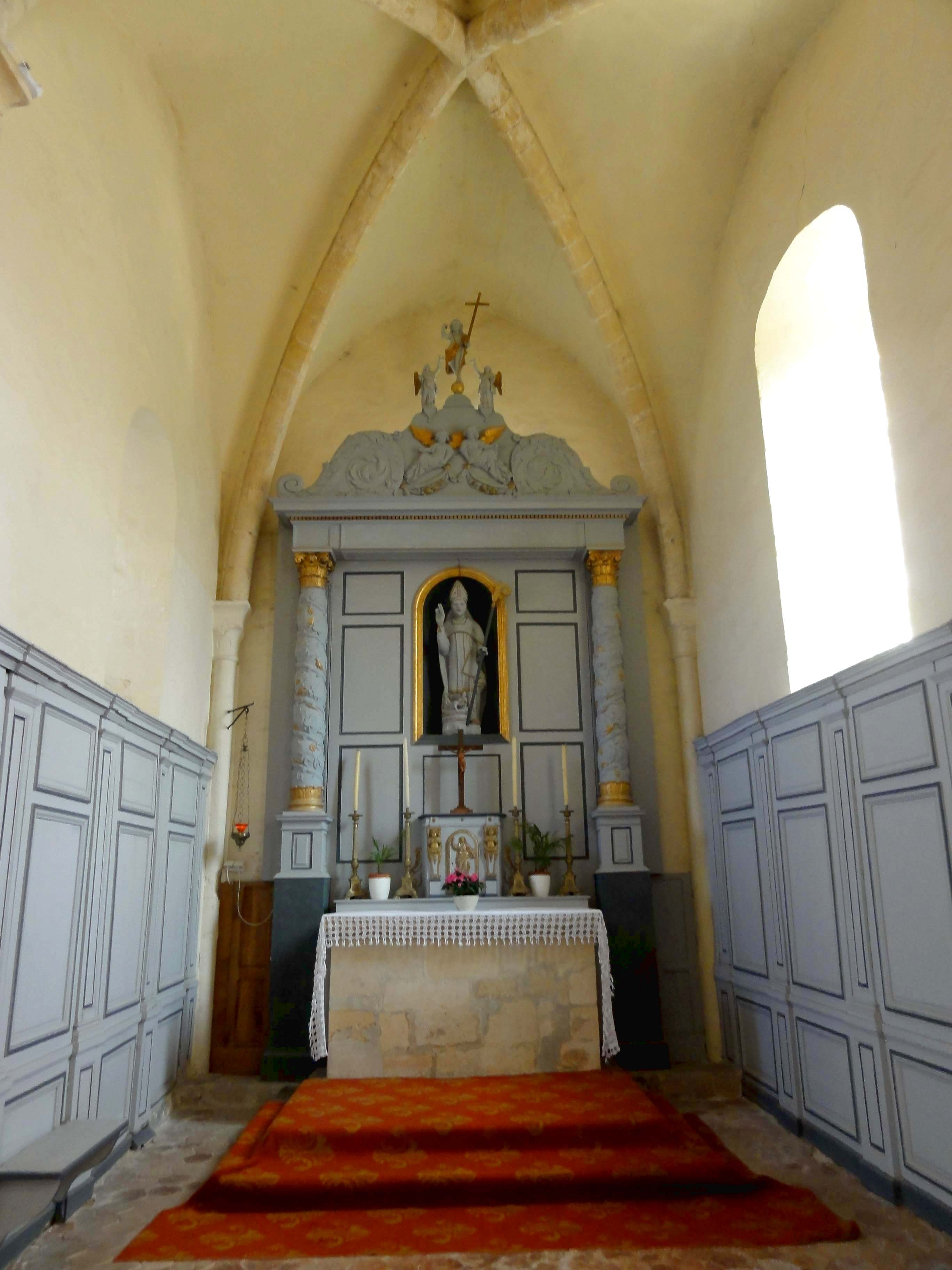
Chœur, vue vers l'est.
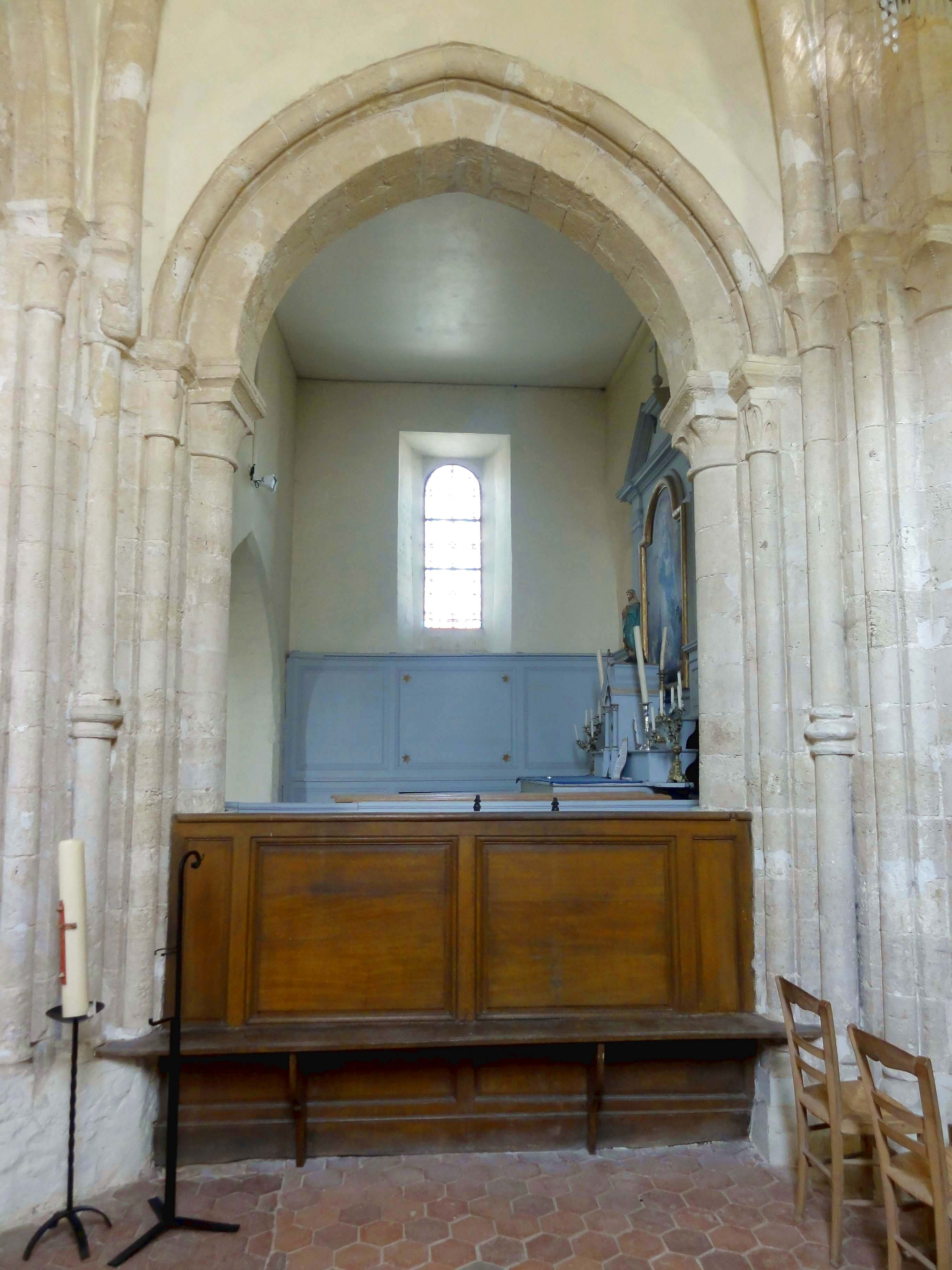
Base du clocher, vue dans le croisillon.
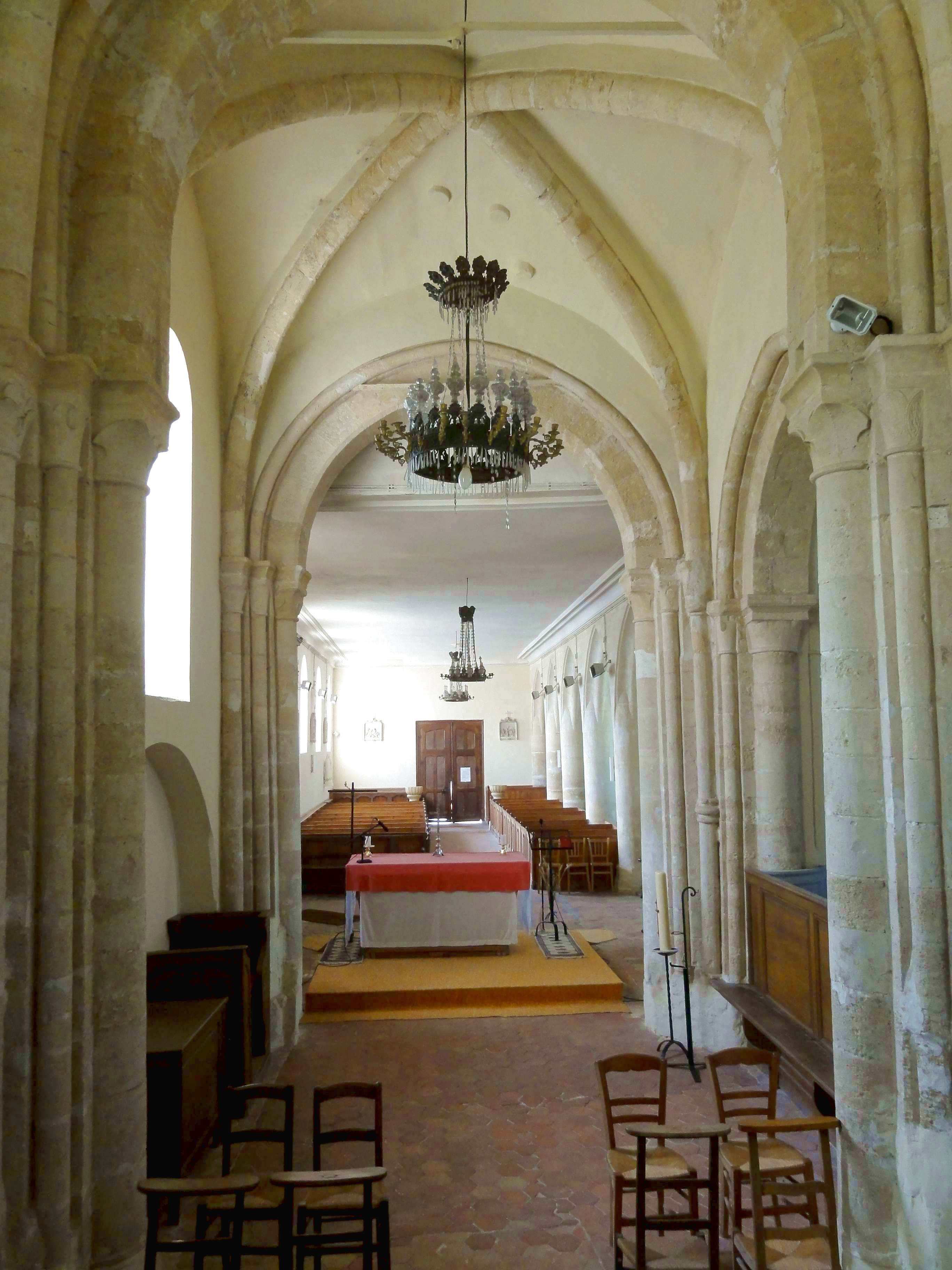
Chœur, vue vers l'ouest.
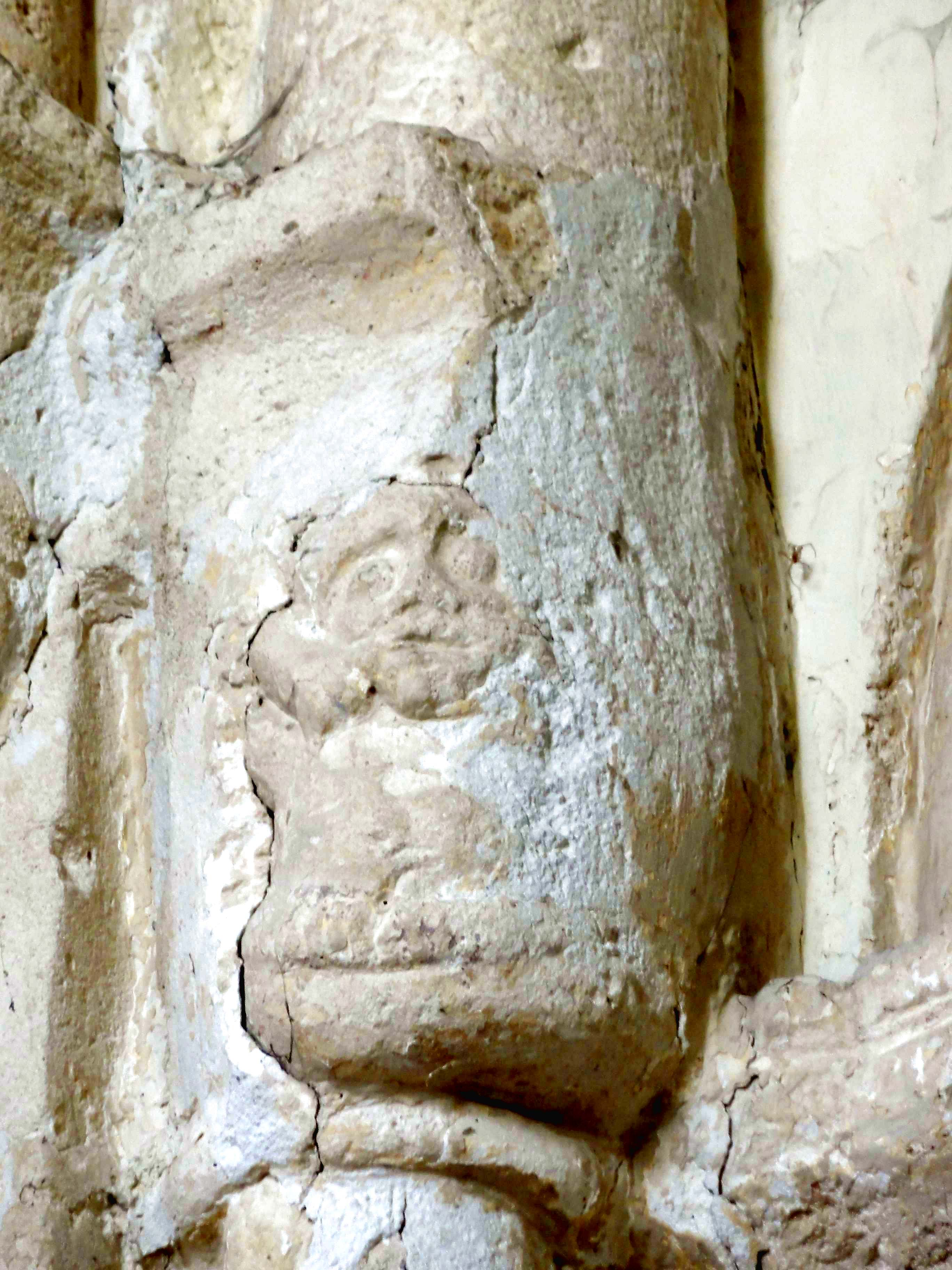
Croisée, chapiteau dans l'angle nord-ouest.
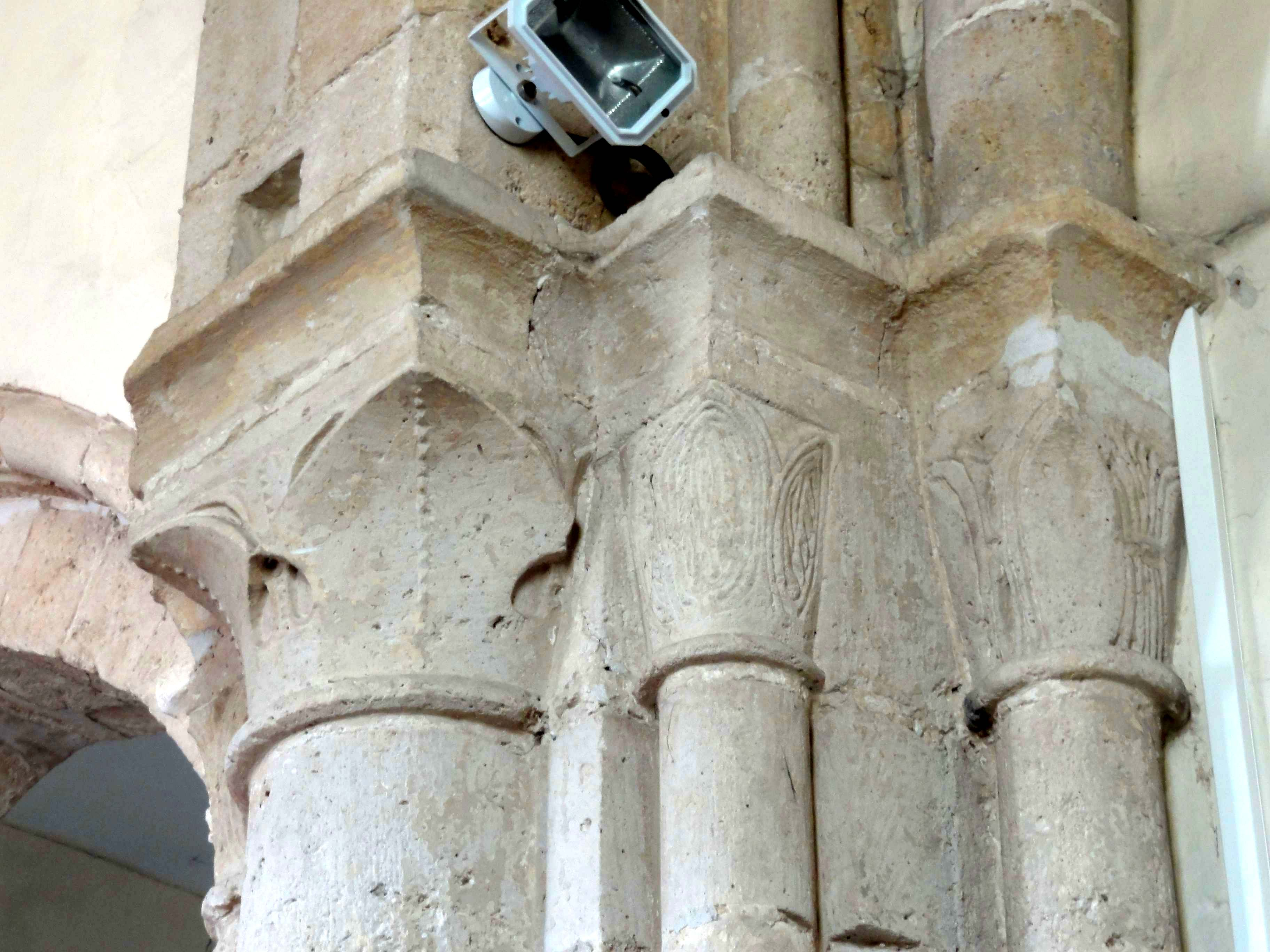
Chœur, chapiteaux dans l'angle nord-ouest.

### Extérieur

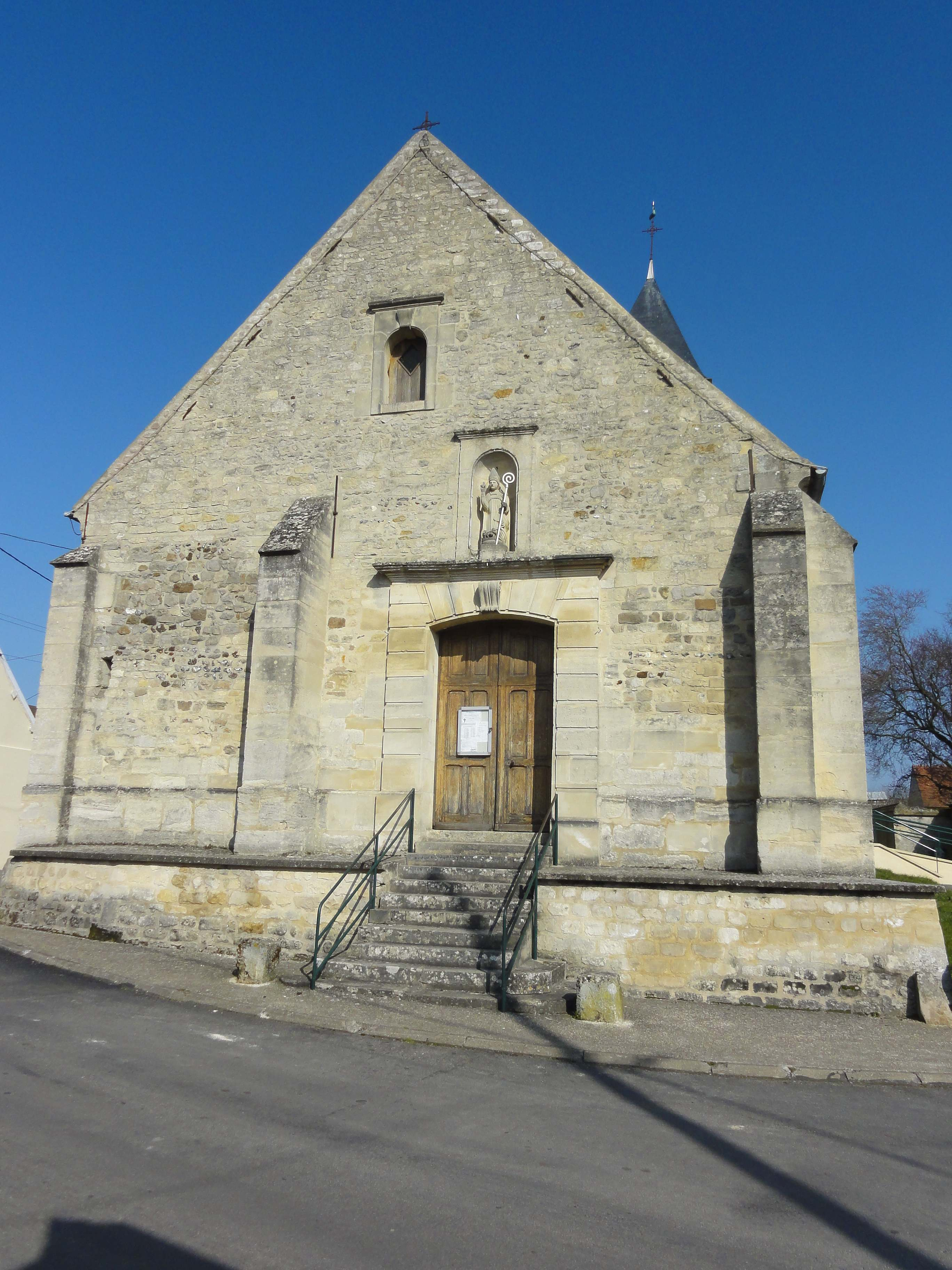
Façade occidentale.

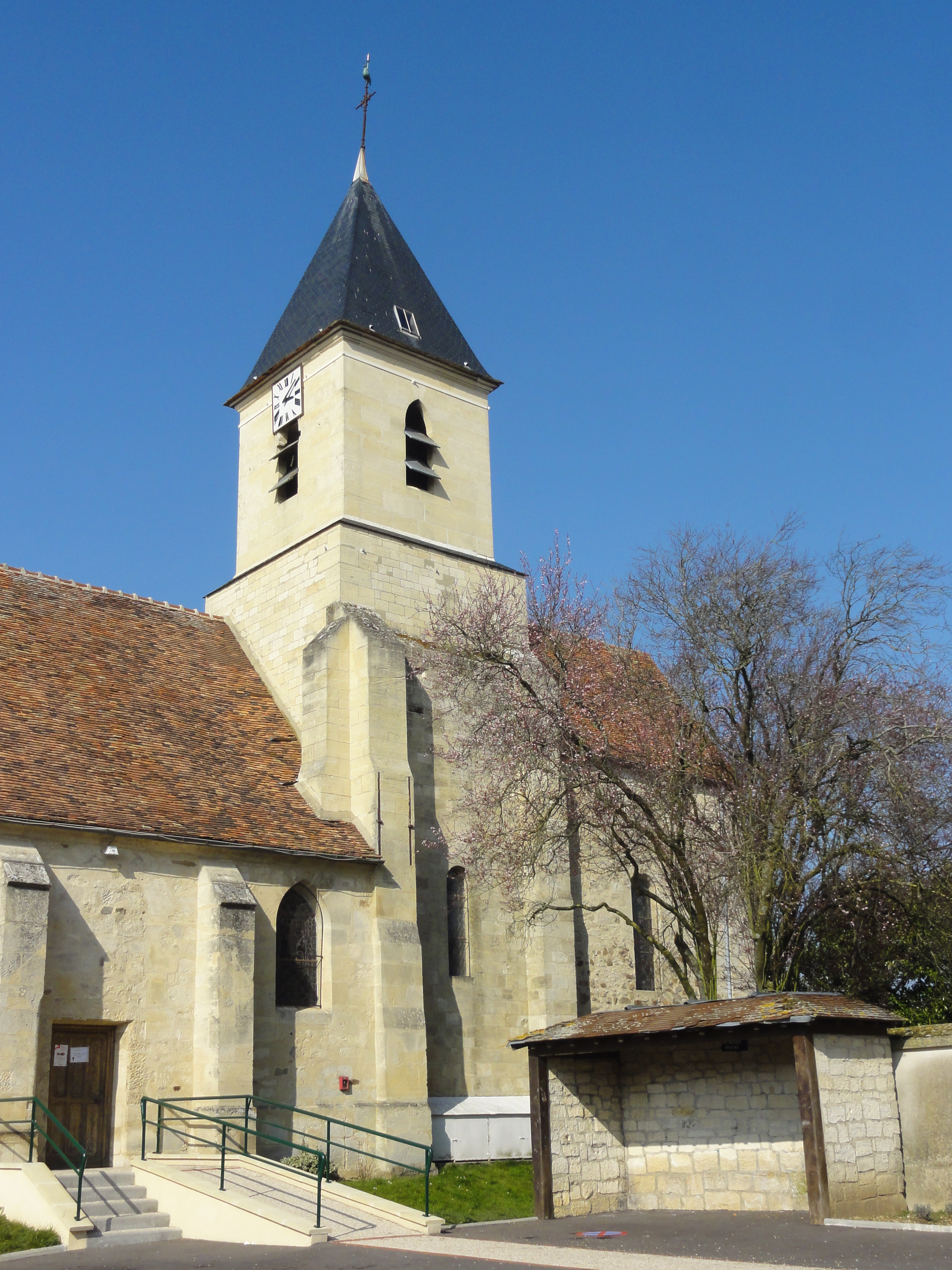
Clocher et chœur.

L'église est bâtie en moellons, à l'exception du clocher et de sa base, des premières assises, des contreforts et des pourtours des baies, qui sont appareillés en pierre de taille. En raison de la grande sobriété de l'édifice, et de l'absence de tout élément sculpté en dehors de la statue de saint Nicolas dans la niche au-dessus du portail occidental, et même de corniches, les seuls aspects à étudier sont le plan, l'agencement du portail, les baies, et les contreforts. Encore, ces derniers peuvent avoir été refaits, et ne pas correspondre à l'époque de construction suggérée par leur physionomie. Le plan d'origine comprend bien un croisillon nord et une chapelle lui faisant suite à l'est, puisque cette chapelle, ultérieurement transformée en sacristie, possède des contreforts du même type que les autres travées orientales. Ce plan cruciforme avec des absidioles carrées (et non en hémicycle) est rare dans la région. Il se retrouve notamment à Mareuil-sur-Ourcq, et Dominique Vermand affirme dans ce contexte qu'il trouve ses sources dans le Soissonais. Une question qui reste encore sans réponse est celle des motifs de l'absence de croisillon et de chapelle au sud. L'indisponibilité du terrain peut être une hypothèse possible. La façade, dissymétrique jusqu'au pignon, n'est pas très soignée. Elle est, notamment, dépourvue de tout élément de scansion horizontal, et le portail n'est pas axé entre les deux contreforts de la nef, ni situé à l'aplomb du sommet du pignon. Le portail, en anse de panier, est seulement décoré de bossages, et surmonté d'un bandeau saillant mouluré de multiples strates de modénature. Au-dessus, une niche en plein cintre abritant une statue de saint Nicolas est ménagée dans l'épaisseur du mur, elle aussi surmonté d'un bandeau ou larmier. Ces deux éléments ont été ajoutés en 1758 en remplacement du portail ancien, potentiellement flamboyant ou roman, et c'est également le cas de la porte au milieu du pignon, qui est calquée sur la niche, avec en plus, une clé d'arc en légère saillie. Enfin, à l'instar des élévations latérales, les murs se retraitent grâce à un fruit après les premières assises.
Les fenêtres, déjà évoquées dans le contexte de l'intérieur de l'église, appartiennent à quatre groupes : les baies en arc brisé de la nef et de la deuxième travée du bas-côté ; les deux fenêtres à remplage flamboyant du bas-côté ; les fenêtres rectangulaires au nord du croisillon et de la chapelle ; et les baies en plein cintre de la base du clocher, du chœur et de la chapelle. Contrairement à ce que suggère l'étude intérieure, où elles sont parfaitement invisibles, les baies au chevet et au nord du chœur ne sont pas murées, et toujours munies de vitrages. La première est plus grande que les autres, et la deuxième moins élevée que ses homologues au sud. Quant aux contreforts, ils appartiennent à trois types : contreforts plats romans à faible ressauts, comportant plusieurs retraites par des fruits, et s'amortissant par un glacis sans larmier, sur la base du clocher, le croisillon nord, la chapelle et le chœur (à l'exception du chevet) ; contreforts gothiques scandés par un larmier et s'achevant par un glacis formant larmier, à l'intersection des travées du bas-côté et au chevet, où ils se substituent sans doute aux contreforts romans ; et contreforts modernes sans caractères, se terminant par un glacis formant larmier, en façade et devant la nef, du côté sud. Du clocher roman, ne subsiste que la base, visible au sud uniquement, et le mur méridional du premier étage avec ses contreforts, dont la partie supérieure semble avoir été refait avec les matériaux d'origine. Il n'y a aucune rupture dans l'appareil, aucun arrachement d'un mur ou d'une voûte, qui permettrait d'affirmer qu'un croisillon sud aurait jadis existé, mais en même temps, l'authenticité du mur et des contreforts en place n'est pas tout à fait assuré, car ils paraissent beaucoup trop parfaits eu égard leur âge.

## Mobilier

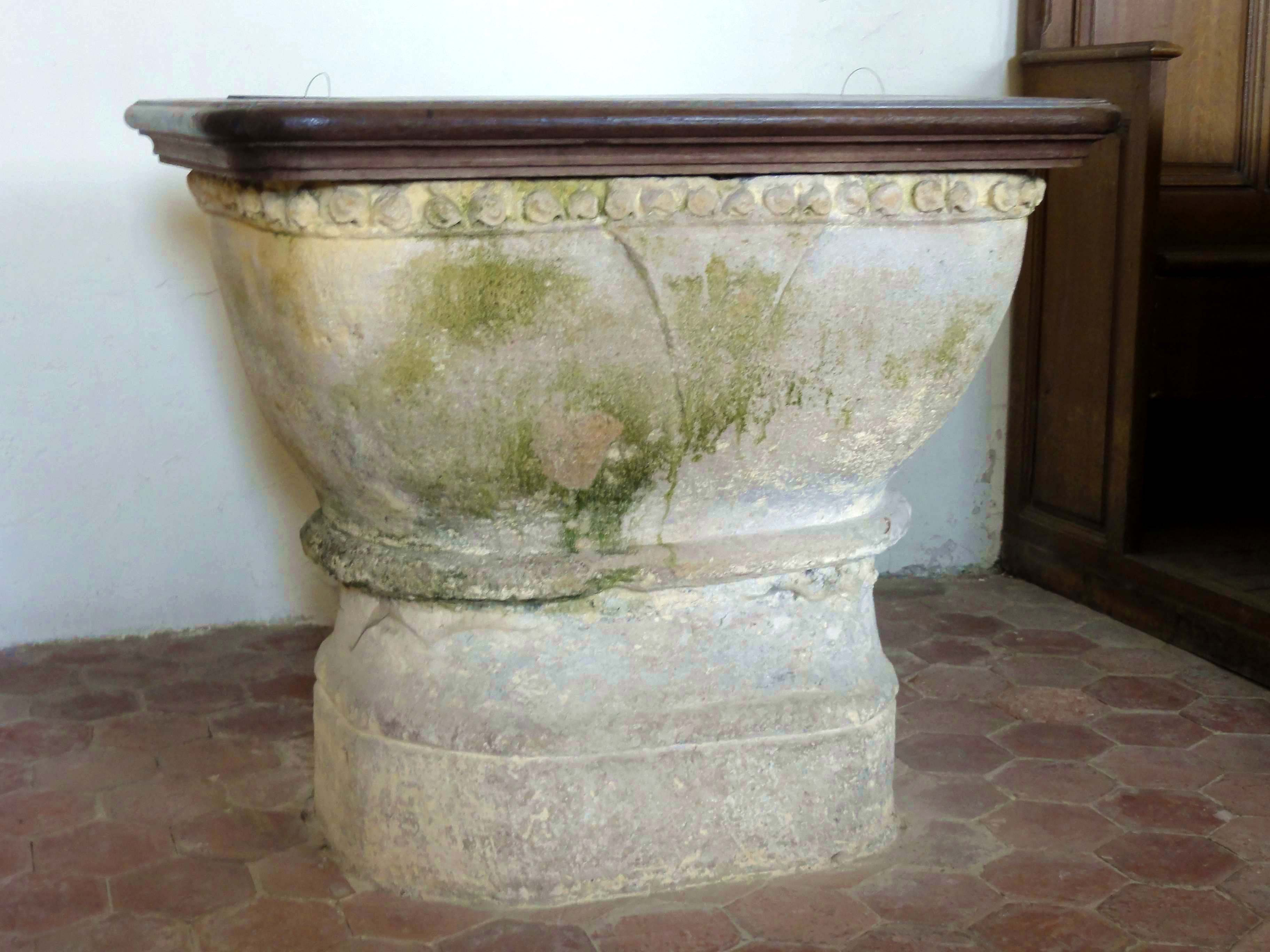
Fonts baptismaux.

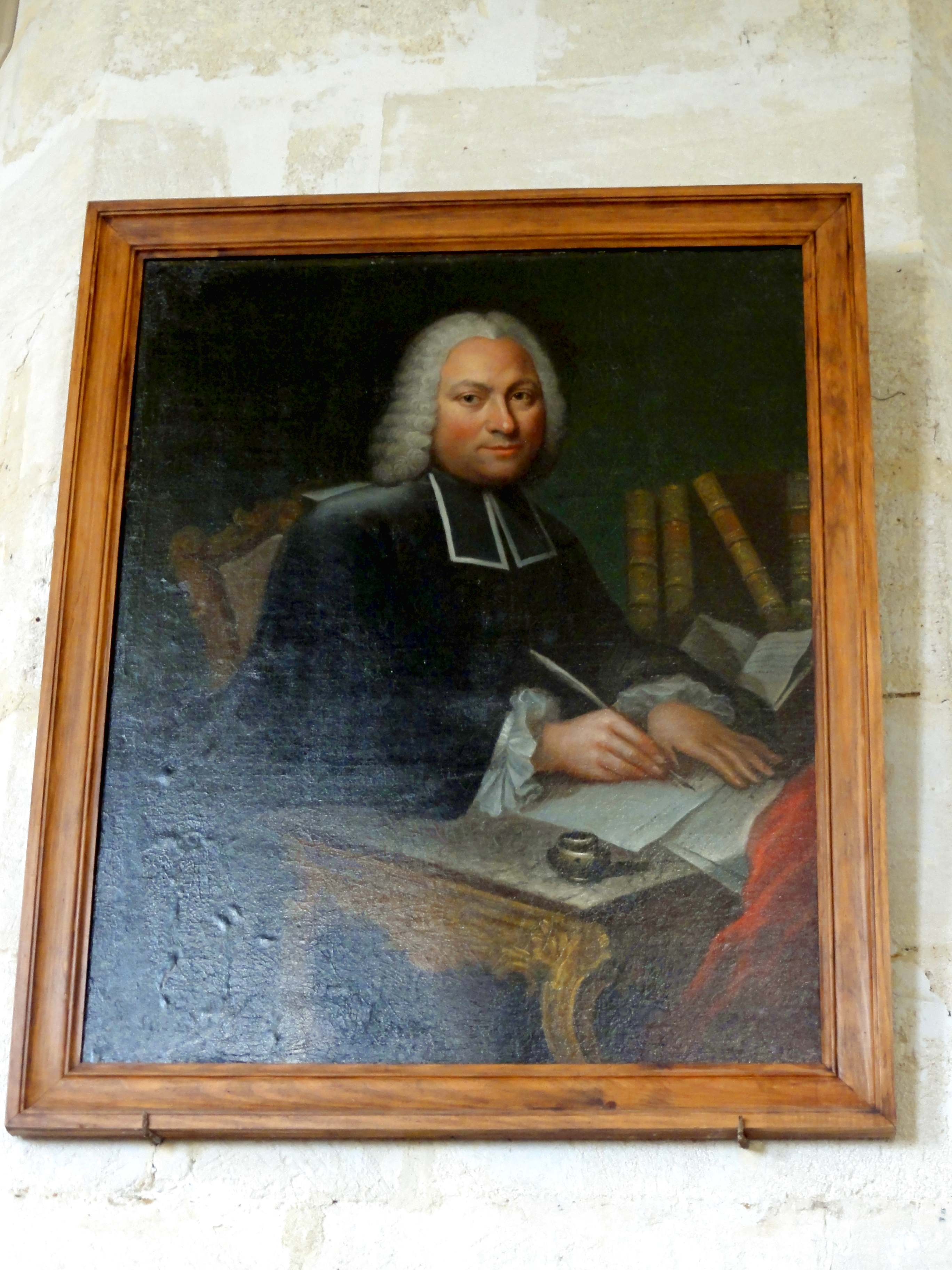
Portrait de Mgr de Belloy.

Parmi le mobilier de l'église, deux éléments sont classés ou inscrits monument historique au titre objet, à savoir les fonts baptismaux et un tableau peint à l'huile sur toile.
- Les fonts baptismaux sont en pierre calcaire, et se présentent sous la forme d'une cuve baptismale à infusion placée sur un pied. Ils mesurent 94 cm de largeur, 84 cm de hauteur et 66 cm de profondeur, et sont datables de la seconde moitié du XIIIe siècle. Le pied est de plan ovale oblong, et la cuve, de plan rectangulaire aux angles émoussés. Le pied représente environ les deux cinquièmes de la hauteur de l'ensemble. Sa partie inférieure, qui remplit la fonction d'un socle, n'est pas moulurée. Au-dessus, elle est garnie d'un tore, puis diminue successivement en diamètre par un glacis galbé concave très pentu. Inversement, la cuve diminue en diamètre du haut vers le bas, et son galbe et convexe. Elle se termine inférieurement par un tore plus saillant que celui du pied. La bordure est sculptée d'un rang de feuilles rondes groupées deux par deux, ce qui est un motif inhabituel. Également inhabituelle est la saillie de quelques centimètres sur les faces longues de la partie centrale de la cuve. Les fonts sont en partie couverts de mousse. Deux cuves en plomb ont été aménagées à l'intérieur. Ces fonts baptismaux sont classés depuis novembre 1913[13].

- Le tableau est un portrait du cardinal Jean-Baptiste de Belloy (9 octobre 1709 - 10 juin 1808), natif de la commune voisine de Morangles. Ses dimensions n'ont pas été prises, et il n'est pas signé. Il montre le prélat encore jeune homme, en habit sacerdotal, entre 1737, quand il est reçu docteur en théologie, et 1751, quand il est sacré évêque de Glandèves. L'œuvre d'un peintre anonyme est inscrite depuis mars 1991[14], et a été restaurée depuis.